# Bones – Die Knochenjägerin/Episodenliste

Logo zur Serie

Diese Episodenliste enthält alle Episoden der US-amerikanischen Dramaserie Bones – Die Knochenjägerin, sortiert nach der US-amerikanischen Erstausstrahlung. Die Fernsehserie umfasst 12 Staffeln mit 246 Episoden.

## Übersicht
| Staffel | Episodenanzahl | Erstausstrahlung USA | Erstausstrahlung USA | Deutschsprachige Erstausstrahlung | Deutschsprachige Erstausstrahlung |
| Staffel | Episodenanzahl | Staffelpremiere      | Staffelfinale        | Staffelpremiere                   | Staffelfinale                     |
| ------- | -------------- | -------------------- | -------------------- | --------------------------------- | --------------------------------- |
| 1       | 22             | 13. Sep. 2005        | 17. Mai 2006         | 19. Okt. 2006                     | 01. März 2007                     |
| 2       | 21             | 30. Aug. 2006        | 16. Mai 2007         | 30. Aug. 2007                     | 07. Feb. 2008                     |
| 3       | 15             | 25. Sep. 2007        | 19. Mai 2008         | 11. Sep. 2008                     | 09. Apr. 2009                     |
| 4       | 26             | 03. Sep. 2008        | 14. Mai 2009         | 16. Apr. 2009                     | 06. Mai 2010                      |
| 5       | 22             | 17. Sep. 2009        | 20. Mai 2010         | 02. Sep. 2010                     | 03. Feb. 2011                     |
| 6       | 23             | 23. Sep. 2010        | 19. Mai 2011         | 08. Sep. 2011                     | 23. Feb. 2012                     |
| 7       | 13             | 03. Nov. 2011        | 14. Mai 2012         | 11. Okt. 2012                     | 07. März 2013                     |
| 8       | 24             | 17. Sep. 2012        | 29. Apr. 2013        | 11. Apr. 2013                     | 02. Jan. 2014                     |
| 9       | 24             | 16. Sep. 2013        | 19. Mai 2014         | 26. Aug. 2014                     | 05. Feb. 2015                     |
| 10      | 22             | 25. Sep. 2014        | 11. Juni 2015        | 01. Sep. 2015                     | 19. Jan. 2016                     |
| 11      | 22             | 01. Okt. 2015        | 21. Juli 2016        | 30. Aug. 2016                     | 07. Feb. 2017                     |
| 12      | 12             | 03. Jan. 2017        | 28. März 2017        | 29. Aug. 2017                     | 14. Nov. 2017                     |

## Staffel 1
Die Erstausstrahlung der ersten Staffel war vom 13. September 2005 bis zum 17. Mai 2006 auf dem US-amerikanischen Sender Fox zu sehen. Die deutschsprachige Erstausstrahlung sendete der deutsche Free-TV-Sender RTL vom 19. Oktober 2006 bis zum 1. März 2007.
| Nr. (ges.) | Nr. (St.) | Deutscher Titel                | Originaltitel                  | Erstausstrahlung USA | Deutschsprachige Erstausstrahlung (D) | Regie                  | Drehbuch                         | Zuschauer (USA) |
| --- | --------- | ------------------------------ | ------------------------------ | -------------------- | ------------------------------------- | ---------------------- | -------------------------------- | --------------- |
| 1 | 1         | Die Frau im Teich              | Pilot                          | 13. Sep. 2005        | 19. Okt. 2006                         | Greg Yaitanes          | Hart Hanson                      | 10,79 Mio.      |
| Im Pilotfilm der Staffel wird Dr. Temperance Brennan (oder „Bones“, wie sie häufig genannt wird), eine forensische Anthropologin, mit der Aufgabe betraut, die Identität eines Toten anhand einer Reihe von Knochen aufzudecken, die in einem See versenkt worden sind. Nach der Identifizierung anhand der Knochen stellt sich die Mörderjagd als ein politisch heikles Geschäft heraus. Bones wird unterstützt vom FBI-Agenten Seeley Booth, der seinen Chef überzeugt, Bones als vollwertigen Partner inklusive Außeneinsatz einsetzen zu dürfen. |           |                                |                                |                      |                                       |                        |                                  |                 |
| 2 | 2         | Der Mann im Jeep               | The Man in the SUV             | 20. Sep. 2005        | 19. Okt. 2006                         | Allan Kroeker          | Stephen Nathan                   | 7,39 Mio.       |
| Ein Mann arabischer Herkunft wird von einer Autobombe getötet – Ein Selbstmordattentat? Bones und Booth fahnden nach Terroristen, aber auch nach eifersüchtigen Liebhabern. |           |                                |                                |                      |                                       |                        |                                  |                 |
| 3 | 3         | Der Junge am Baum              | A Boy in a Tree                | 27. Sep. 2005        | 26. Okt. 2006                         | Patrick Norris         | Hart Hanson                      | 7,87 Mio.       |
| In einem Baum auf dem Campus einer exklusiven Privatschule hängt die Leiche des Sohns des venezolanischen Botschafters. Der anscheinende Selbstmord verwandelt sich rasch in einen Sumpf aus Lügen und Sex. |           |                                |                                |                      |                                       |                        |                                  |                 |
| 4 | 4         | Der Tote im Bär                | The Man in the Bear            | 1. Nov. 2005         | 26. Okt. 2006                         | Allan Kroeker          | Laura Wolner                     | 7,99 Mio.       |
| Brennan und Booth reisen nach Washington, um eine menschliche Hand zu untersuchen, die im Magen eines Bären gefunden wurde. |           |                                |                                |                      |                                       |                        |                                  |                 |
| 5 | 5         | Der Junge im Busch             | A Boy in a Bush                | 8. Nov. 2005         | 2. Nov. 2006                          | Jesús Salvador Treviño | Steve Blackman & Greg Ball       | 6,86 Mio.       |
| Booth bittet Brennan um Hilfe beim Finden und Identifizieren der Überreste eines sechs Jahre alten Jungen. |           |                                |                                |                      |                                       |                        |                                  |                 |
| 6 | 6         | Der Mann in der Wand           | The Man in the Wall            | 15. Nov. 2005        | 2. Nov. 2006                          | Tawnia McKiernan       | Elizabeth Benjamin               | 8,84 Mio.       |
| Brennan und Angela geraten in einen Kampf in einer Diskothek, bei der ein Mann gegen eine Wand stürzt, in der eine Leiche ans Licht kommt. |           |                                |                                |                      |                                       |                        |                                  |                 |
| 7 | 7         | Der Mann in der Todeszelle     | A Man on Death Row             | 22. Nov. 2005        | 9. Nov. 2006                          | David Hugh Jones       | Noah Hawley                      | 7,25 Mio.       |
| Die Anwältin eines zum Tode Verurteilten bittet Booth zu helfen, seine Unschuld zu beweisen, bevor er hingerichtet wird. Booth ist damit einverstanden und bittet Brennan und ihr Team ihm zu helfen |           |                                |                                |                      |                                       |                        |                                  |                 |
| 8 | 8         | Das Mädchen im Kühlschrank     | The Girl in the Fridge         | 29. Nov. 2005        | 16. Nov. 2006                         | Sanford Bookstaver     | Dana Coen                        | 7,64 Mio.       |
| Brennan trifft ihren ehemaligen Professor und Ex-Liebhaber, als die Überreste einer jungen Frau in einem Kühlschrank gefunden werden. |           |                                |                                |                      |                                       |                        |                                  |                 |
| 9 | 9         | Der Mann im Bunker             | The Man in the Fallout Shelter | 13. Dez. 2005        | 30. Nov. 2006                         | Greg Yaitanes          | Hart Hanson                      | 7,12 Mio.       |
| Brennan und ihr Team sollen kurz vor Weihnachten den Körper eines Mannes identifizieren, der in einem Atombunker gefunden wurde. Zack setzt bei der Untersuchung einen tödlichen Pilz frei, so dass das Team Weihnachten unter Quarantäne im Institut verbringen muss. |           |                                |                                |                      |                                       |                        |                                  |                 |
| 10 | 10        | Die Frau am Flughafen          | The Woman at the Airport       | 25. Jan. 2006        | 7. Dez. 2006                          | Greg Yaitanes          | Teresa Lin                       | 11,37 Mio.      |
| In der Nähe des Flughafens von L.A. wurde ein Opfer gefunden, welches aufgrund zahlreicher kosmetischer Operationen kaum wiederzuerkennen ist. |           |                                |                                |                      |                                       |                        |                                  |                 |
| 11 | 11        | Die Frau im Auto               | The Woman in the Car           | 1. Feb. 2006         | 14. Dez. 2006                         | Dwight Little          | Noah Hawley                      | 12,64 Mio.      |
| Brennan und Booth finden die verbrannte Leiche einer Frau, deren Kind vermutlich entführt wurde. Der Vater des Kindes ist im Zeugenschutzprogramm, was die Untersuchung verkompliziert. |           |                                |                                |                      |                                       |                        |                                  |                 |
| 12 | 12        | Das Skelett in der Gasse       | The Superhero in the Alley     | 8. Feb. 2006         | 21. Dez. 2006                         | James Whitmore, Jr.    | Elizabeth Benjamin               | 11,91 Mio.      |
| Eine Leiche in einem Superheldenkostüm führt Booth und Brennan zu einer Gruppe von Jugendlichen mit ungewöhnlicher Freizeitgestaltung. |           |                                |                                |                      |                                       |                        |                                  |                 |
| 13 | 13        | Die Frau im Garten             | The Woman in the Garden        | 15. Feb. 2006        | 28. Dez. 2006                         | Sanford Bookstaver     | Laura Wolner                     | 11,87 Mio.      |
| Im Kofferraum eines Gang-Mitglieds findet sich eine ausgegrabene Leiche. Die Spuren führen in den Garten eines reichen Senators, wo ein weiteres Grab gefunden wird. |           |                                |                                |                      |                                       |                        |                                  |                 |
| 14 | 14        | Der Mann im Gras               | The Man on the Fairway         | 8. März 2006         | 4. Jan. 2007                          | Tony Wharmby           | Steve Blackman                   | 11,82 Mio.      |
| Brennan und Zack untersuchen ein abgestürztes Flugzeug, in dem neben chinesischen Diplomaten eine Frau war, die nicht auf der Passagierliste stand. Darüber hinaus finden sie Knochenfragmente, die zu keinem der Passagiere gehören. |           |                                |                                |                      |                                       |                        |                                  |                 |
| 15 | 15        | Leichen im Labor               | Two Bodies in the Lab          | 15. März 2006        | 11. Jan. 2007                         | Allan Kroeker          | Stephen Nathan                   | 12,07 Mio.      |
| Nachdem Brennan sich über einen Online-Chat verabredet hat, versucht man sie vor dem Restaurant zu erschießen. Zu spät erkennen sie und Booth, dass die beiden Fälle, an denen gearbeitet wird, in Verbindung stehen. |           |                                |                                |                      |                                       |                        |                                  |                 |
| 16 | 16        | Die Frau im Tunnel             | The Woman in the Tunnel        | 22. März 2006        | 18. Jan. 2007                         | Joe Napolitano         | Greg Ball & Steve Blackman       | 11,14 Mio.      |
| Brennan und Booth begegnen einer unterirdischen Welt der Obdachlosen, als sie die Überreste einer Dokumentarfilmerin in einem Lüftungsschacht finden. |           |                                |                                |                      |                                       |                        |                                  |                 |
| 17 | 17        | Der Schädel in der Wüste       | The Skull in the Desert        | 29. März 2006        | 25. Jan. 2007                         | Donna Deitch           | Jeff Rake                        | 11,24 Mio.      |
| In ihren Ferien findet Angela einen Schädel in der Wüste. Sie bittet Brennan um Hilfe bei der Identifizierung, fürchtend, es könnte ihr vermisster Freund sein. Die Untersuchung führt das Team zu einem gewalttätigen Freund, dem örtlichen Sheriff und letztlich zu einem Fälscherring in der Wüste. |           |                                |                                |                      |                                       |                        |                                  |                 |
| 18 | 18        | Der Mann mit dem Knochen       | The Man with the Bone          | 5. Apr. 2006         | 1. Feb. 2007                          | Jesús Salvador Treviño | Craig Silverstein                | 10,14 Mio.      |
| Booth und Brennan untersuchen einen Fall mit einem 300-jährigen Fingerknochen und einen Ort, an dem ein Piratenschatz sein könnte. Hodgins freut sich das Labor zu verlassen um nach dem Schatz tauchen, was ihn in ernste Gefahr bringt. |           |                                |                                |                      |                                       |                        |                                  |                 |
| 19 | 19        | Kein Mann in der Leichenhalle  | The Man in the Morgue          | 19. Apr. 2006        | 8. Feb. 2007                          | James Whitmore, Jr.    | Noah Hawley & Elizabeth Benjamin | 10,28 Mio.      |
| Brennan identifiziert in ihrem Urlaub in New Orleans Opfer des Hurrikans Katrina. Nach dem Tod des lokalen Pathologen wird Brennan verdächtigt und in die Welt des Voodoo hineingezogen. |           |                                |                                |                      |                                       |                        |                                  |                 |
| 20 | 20        | Der Krebs im Knochen           | The Graft in the Girl          | 26. Apr. 2006        | 15. Feb. 2007                         | Sanford Bookstaver     | Laura Wolner & Greg Ball         | 10,33 Mio.      |
| Die Tochter von Booths Chef leidet unter einer seltenen Form von Krebs. Bei den Untersuchungen findet das Team weitere Krankheitsfälle – alle haben eine Knochentransplantation erhalten. |           |                                |                                |                      |                                       |                        |                                  |                 |
| 21 | 21        | Der Soldat auf dem Grab        | The Soldier on the Grave       | 10. Mai 2006         | 22. Feb. 2007                         | Jonathan Pontell       | Stephen Nathan                   | 9,50 Mio.       |
| Brennan und Booth werden zu einem Selbstmord auf dem Arlington Nationalfriedhof gerufen. Schnell finden sie heraus, dass es Mord war. Das Opfer war ein Soldat, der im Irak gedient hatte. Die Untersuchung führt zu vielen unbeantworteten Fragen über einen Kampfeinsatz des Opfers, dessen wahrer Verlauf vertuscht werden sollte. Der Fall erinnert Booth an seine Vergangenheit als ein Scharfschütze im Militär, so dass er über ein Trauma reden kann.                                                                                        |           |                                |                                |                      |                                       |                        |                                  |                 |
| 22 | 22        | Die Frau aus der Vergangenheit | The Woman in Limbo             | 17. Mai 2006         | 1. März 2007                          | Jesús Salvador Treviño | Hart Hanson                      | 9,07 Mio.       |
| Brennan erhält einige Knochen, die sie identifizieren muss. Sie ist wie betäubt, als sie herausfindet, dass sie von ihrer Mutter sind. Diese Entdeckung trifft sie hart, weil sie nicht wusste, was mit ihren Eltern geschah, nachdem sie vor 15 Jahren verschwanden. |           |                                |                                |                      |                                       |                        |                                  |                 |

## Staffel 2
Die Erstausstrahlung der zweiten Staffel war vom 30. August 2006 bis zum 16. Mai 2007 auf dem US-amerikanischen Sender Fox zu sehen. Die deutschsprachige Erstausstrahlung sendete der deutsche Free-TV-Sender RTL vom 30. August 2007 bis zum 7. Februar 2008.
| Nr. (ges.) | Nr. (St.) | Deutscher Titel                            | Originaltitel                            | Erstausstrahlung USA | Deutschsprachige Erstausstrahlung (D) | Regie                  | Drehbuch                          | Zuschauer (USA) |
| --- | --------- | ------------------------------------------ | ---------------------------------------- | -------------------- | ------------------------------------- | ---------------------- | --------------------------------- | --------------- |
| 23 | 1         | Ein Toter auf den Gleisen                  | The Titan on the Tracks                  | 30. Aug. 2006        | 30. Aug. 2007                         | Tony Wharmby           | Hart Hanson                       | 8,61 Mio.       |
| Brennan und Booth ermitteln bei einem Zugunglück, bei welchem eine Senatorin und ein erfolgreicher Geschäftsmann umgekommen sind. Die Leiche des Geschäftsmanns liegt in einem Auto auf den Gleisen, er hat auf den ersten Blick Selbstmord begangen. Während der Untersuchung stellt sich heraus, der Geschäftsmann ist noch am Leben, aber schwer verletzt in einem Krankenhaus, während die Leiche am Zugunglück jemand anderes ist. Unterdessen wird Dr. Camille Saroyan, eine erstklassige Pathologin, als neue Leiterin der forensischen Abteilung eingestellt. Sie wird die Vorgesetzte von Brennan. Schon nach kurzer Zeit stellt das Team fest, dass „Cam“ und Booth eine gemeinsame Vergangenheit haben. Booth ermutigt Brennan auch, das Grab ihrer Mutter zu besuchen. |           |                                            |                                          |                      |                                       |                        |                                   |                 |
| 24 | 2         | Die Schwangere in der Bucht                | Mother and Child in the Bay              | 6. Sep. 2006         | 6. Sep. 2007                          | Jesús Salvador Treviño | Stephen Nathan                    | 9,13 Mio.       |
| Booth und Brennan ermitteln im Fall der Überreste einer Frau und eines ungeborenen Babys, die an einem Strand in der Delawarebucht auftauchen. Die Leichen werden identifiziert als die von Carlie Richardson, einer schwangeren frisch verheirateten Frau, deren Verschwinden ein Jahr davor landesweit durch die Medien ging. Der Hauptverdächtige, Richardsons Ehemann, ist allerdings ebenfalls verschwunden. Unterdessen hat Booth Streit mit seiner alten Freundin Rebecca, der Mutter seines Sohnes Parker, weil Parker zu viel Zeit mit ihrem neuen Freund verbringt. |           |                                            |                                          |                      |                                       |                        |                                   |                 |
| 25 | 3         | Der Junge im Müll                          | The Boy in the Shroud                    | 13. Sep. 2006        | 13. Sep. 2007                         | Sanford Bookstaver     | Gary Glasberg                     | 8,59 Mio.       |
| Brennan und ihr Team wühlen sich durch den Inhalt eines Mülllasters, in dem die Leiche eines Jungen gefunden wurde. Nachdem Angela den Toten identifizieren konnte, verdächtigt Cam sofort die Freundin des Jungen, Kelly, ein Pflegekind. Daraufhin bekommt sie Streit mit Brennan, die ebenfalls ein Pflegekind war. Die Spannungen steigen noch weiter, weil Cam und Brennan uneins sind über die richtige Herangehensweise. Cam droht damit, Brennan zu feuern, selbst wenn sie dabei das ganze Team verliert. |           |                                            |                                          |                      |                                       |                        |                                   |                 |
| 26 | 4         | Die Opfer eines bösen Spiels               | The Blonde in the Game                   | 20. Sep. 2006        | 20. Sep. 2007                         | Bryan Spicer           | Noah Hawley                       | 7,55 Mio.       |
| Das Skelett eines Mädchens wird gefunden. Als die Leiche ins Labor gebracht wird, erkennt das Team, dass Howard Epps der Täter sein muss, ein Serienmörder, den das Team in der ersten Staffel kennen gelernt hat. Er hat Spuren hinterlassen, die das Team zu einer weiteren Leiche führen, die erst eine Woche tot ist. Dem Team gelingt es, Epps’ rätselhafte Hinweise zu entschlüsseln, um seinen Komplizen zu finden. Dabei stellt sich heraus, ein weiteres Opfer könnte noch am Leben sein. Unter Zeitdruck versucht das Team das Opfer zu finden, bevor es zu spät ist. |           |                                            |                                          |                      |                                       |                        |                                   |                 |
| 27 | 5         | Der Lügner in der Lauge                    | The Truth in the Lye                     | 27. Sep. 2006        | 27. Sep. 2007                         | Steven DePaul          | Scott Williams                    | 7,80 Mio.       |
| Auf einer Baustelle werden die Überreste eines Mannes gefunden, aufgelöst in einer Badewanne mit Lauge. Es stellt sich heraus, dass der Mann ein Doppelleben geführt hat, mit zwei verschiedenen Familien. Zunächst scheint es ein Fall von Eifersucht und Versicherungsbetrug zu sein, doch neue Hinweise führen Brennan und Booth in eine ganz neue Richtung und zu einem dritten Verdächtigen. |           |                                            |                                          |                      |                                       |                        |                                   |                 |
| 28 | 6         | Die junge Frau im Kronleuchter             | The Girl in Suite 2103                   | 4. Okt. 2006         | 4. Okt. 2007                          | Karen Gaviola          | Christopher Ambrose               | 8,10 Mio.       |
| Brennan und ihr Team werden gerufen, als in einem Hotel in Miami eine Bombe explodiert, bei welcher mehrere Menschen getötet und verletzt werden, einschließlich einer nicht identifizierten verbrannten Leiche, die vermutlich für die Explosion verantwortlich ist. Zuerst scheint es das Werk eines kolumbianischen Drogenkartells zu sein, mit Dolores Ramos als Ziel, einer hochrangigen Richterin, die allerdings die Explosion überlebt. Diplomatische Immunität und ein Vertreter des Außenministeriums, Alex Radziwill, behindern die Ermittlungen. |           |                                            |                                          |                      |                                       |                        |                                   |                 |
| 29 | 7         | Das Mädchen und die Schönheit              | The Girl with the Curl                   | 1. Nov. 2006         | 11. Okt. 2007                         | Thomas J. Wright       | Karine Rosenthal                  | 7,33 Mio.       |
| Brennan und Booth untersuchen den Tod von Brianna Swanson, einer jungen Schönheitskönigin, deren verweste Überreste in einer Kläranlage gefunden werden. Der erste Verdächtige ist der Vater von Brianna, aber neue Hinweise führen Brennan und Booth in Briannas Tanzschule, in der sie auf mehrere Verdächtige treffen. Unterdessen versucht Hodgins, sich mit Angela zu verabreden. Zuerst lehnt sie ab, da sie sich nie mit Kollegen verabredet. Nachdem sie sich von Brennan und Cam Rat geholt hat, trifft sie sich doch mit Hodgins. |           |                                            |                                          |                      |                                       |                        |                                   |                 |
| 30 | 8         | Zwei Schicksale im Sand                    | The Woman in the Sand                    | 8. Nov. 2006         | 18. Okt. 2007                         | Kate Woods             | Elizabeth Benjamin                | 7,52 Mio.       |
| Das Team fliegt nach Las Vegas, um den Fall eines vermissten Bundesstaatsanwalts und den damit zusammenhängenden Mord an einer Boxerin zu untersuchen. Während der Befragung eines Verdächtigen in einem Kasino wird Booth mit seiner alten Spielsucht konfrontiert. Er und Bones ermitteln undercover als Paar in einem illegalen Boxkampf um herauszufinden, wer oder was die Opfer getötet hat. |           |                                            |                                          |                      |                                       |                        |                                   |                 |
| 31 | 9         | Ein Totengräber und die noch Lebenden      | Aliens in a Spaceship                    | 15. Nov. 2006        | 25. Okt. 2007                         | Craig Ross, Jr.        | Janet Tamaro                      | 7,83 Mio.       |
| Das Team ermittelt im Mord an zwei entführten Zwillingsbrüdern im Teenageralter. Die Jungen wurden in einer Kapsel gefunden und lebendig begraben. Kurz darauf werden Brennan und Hodgins selbst Opfer des „Totengräbers“, und Booth versucht verzweifelt die beiden zu finden, denen langsam der Sauerstoff ausgeht. |           |                                            |                                          |                      |                                       |                        |                                   |                 |
| 32 | 10        | Die kopflose Hexe im Wald                  | The Headless Witch in the Woods          | 29. Nov. 2006        | 1. Nov. 2007                          | Tony Wharmby           | Stephen Nathan & Karine Rosenthal | 8,66 Mio.       |
| Brennan und Booth ermitteln, als eine kopflose Leiche in den Wäldern gefunden wird, zusammen mit einem erschreckenden Video, das in der Mordnacht aufgenommen wurde. Die Verdächtigen behaupten, eine Hexe aus dem 18. Jahrhundert, „Maggie“, die noch immer in den Wäldern spukt, hat den Mord begangen. Dies scheint sich zu bestätigen, als Brennan einen weiblichen Schädel findet, der über 200 Jahre alt ist. |           |                                            |                                          |                      |                                       |                        |                                   |                 |
| 33 | 11        | Ein Verräter im Feuer                      | Judas on a Pole                          | 13. Dez. 2006        | 8. Nov. 2007                          | David Duchovny         | Hart Hanson                       | 8,62 Mio.       |
| Zack verteidigt seine Dissertation, um seinen Doktortitel zu erhalten. Booth und Brennan werden gerufen, als die Leiche eines Mannes gefunden wird, aufrecht stehend an einen Pfahl gefesselt und verbrannt auf dem Dach eines Hotels, dass für Zeugen benutzt wird. Booth findet heraus, dass das Opfer ein Auftragsmörder war, der für ein Verbrechersyndikat gearbeitet hat. Brennans Bruder, Russ, informiert sie über einen Telefonanruf, den er von ihrem Vater erhalten hat, dass sie in Gefahr sind. Kurz darauf meldet sich ein Priester bei Brennan, um ihr zu sagen, dass ihr Vater darauf besteht, dass sie und Booth die Ermittlungen einstellen. Sie stellen fest, der Tote war in Wahrheit ein Ex-FBI Agent, der versucht hat Russ zu töten, deshalb die Warnung von Brennans Vater. Mit Angelas Hilfe entdeckt das Team eine jahrzehntealte Vertuschung, die Booths Karriere ruinieren könnte, sollten sie die Ermittlungen fortsetzen. |           |                                            |                                          |                      |                                       |                        |                                   |                 |
| 34 | 12        | Der Mann aus dem Gefängnis                 | The Man in the Cell                      | 31. Jan. 2007        | 15. Nov. 2007                         | Jesús Salvador Treviño | Noah Hawley                       | 12,40 Mio.      |
| Booth und Brennan untersuchen die Zelle des Serienmörders Howard Epps, um die Überreste eines Gefangenen zu identifizieren. Zu ihrer Überraschung ist es nicht Epps. Epps ist entkommen und auf einem Rachefeldzug, in den auch Parker, Booths Sohn, verwickelt wird. Weil Epps auf Brennan fixiert ist, erhält sie Schutz durch das FBI. Während einer Autopsie inhaliert Cam ein Toxin, durch welches sie in Lebensgefahr gerät. |           |                                            |                                          |                      |                                       |                        |                                   |                 |
| 35 | 13        | Die junge Frau im Alligator                | The Girl in the Gator                    | 7. Feb. 2007         | 29. Nov. 2007                         | Allan Kroeker          | Scott Williams                    | 12,57 Mio.      |
| Booth feuert seine Waffe auf einen Clown auf einem Eiswagen und muss deshalb zum Psychiater. Stattdessen wird Brennan von Agent Tim Sullivan begleitet, um den Mord an einer College-Studentin in den Everglades aufzuklären. |           |                                            |                                          |                      |                                       |                        |                                   |                 |
| 36 | 14        | Das Recht und die Befangenheit             | The Man in the Mansion                   | 14. Feb. 2007        | 6. Dez. 2007                          | Dwight Little          | Christopher Ambrose               | 12,28 Mio.      |
| Als ein wichtiger Spender des Jeffersonian ermordet wird, muss das Team herausfinden von wem. Hodgins Vergangenheit mit der Witwe verkompliziert die Sache. Booth muss weiterhin zur Therapie, Brennan beginnt eine Beziehung mit Sullivan. |           |                                            |                                          |                      |                                       |                        |                                   |                 |
| 37 | 15        | Drei Morde, wie sie im Buche stehen        | Bodies in the Book                       | 14. März 2007        | 13. Dez. 2007                         | Craig Ross, Jr.        | Karine Rosenthal                  | 10,36 Mio.      |
| Es wird eine Leiche gefunden, die genau so wie Brennan es in ihrem Buch beschreibt, umgebracht wurde. Doch in ihrem Buch gibt es 3 Morde. Brennan befürchtet nun, dass es deshalb noch 2 weitere Leichen gibt. |           |                                            |                                          |                      |                                       |                        |                                   |                 |
| 38 | 16        | Eine knochenlose Braut im Fluss            | The Boneless Bride in the River          | 21. März 2007        | 20. Dez. 2007                         | Tony Wharmby           | Gary Glasberg                     | 10,47 Mio.      |
| Während Brennan Urlaub macht, taucht die Leiche einer Frau auf, deren Knochen entfernt wurden. Das Team spricht mit allen, die die Frau gekannt haben, jeder scheint etwas zu verbergen. Unterdessen teilt Sully Brennan mit, dass er ein Boot gekauft hat, und ein Jahr aussteigen will, sobald der Fall gelöst ist. In der Zeit will er durch die Karibik segeln. Er bittet Brennan ihn dabei zu begleiten. Sie lehnt ab, am Ende der Folge sieht man ihn alleine davonsegeln. |           |                                            |                                          |                      |                                       |                        |                                   |                 |
| 39 | 17        | Ein junger Priester auf dem alten Friedhof | The Priest in the Churchyard             | 28. März 2007        | 27. Dez. 2007                         | Scott Lautanen         | Lyla Oliver                       | 10,58 Mio.      |
| Da eine Wasserleitung auf einem Friedhof geplatzt ist, soll Brennan die Überreste wieder ordnen, damit man sie nochmal begraben kann. Doch sie findet eine Leiche, die nicht dazugehört. |           |                                            |                                          |                      |                                       |                        |                                   |                 |
| 40 | 18        | Besuche aus dem Untergrund                 | The Killer in the Concrete               | 4. Apr. 2007         | 3. Jan. 2008                          | Jeff Woolnough         | Dean Widenmann                    | 10,53 Mio.      |
| Die Überreste einer in Beton eingegossenen Leiche werden gefunden. Booth vermutet, dass das Opfer Verbindungen mit einem Boss der organisierten Kriminalität hat, doch es stellt sich heraus, dass der Mann, ein Ex-Auftragskiller, noch lebt. Dieser lockt Booth in eine Falle und entführt ihn. Brennan trifft ihren Vater, der ihr hilft, Booth zu finden. |           |                                            |                                          |                      |                                       |                        |                                   |                 |
| 41 | 19        | Ein Astronaut als Sternschnuppe?           | Spaceman in a Crater                     | 2. Mai 2007          | 10. Jan. 2008                         | Jeannot Szwarc         | Elizabeth Benjamin                | 10,56 Mio.      |
| Das Team untersucht den Tod eines Astronauten, der scheinbar aus großer Höhe auf die Erde fiel. Während Brennan und Booth die Kollegen des Astronauten befragen, vermutet Hodgins eine Verschwörung Außerirdischer hinter der Sache. Hodgins bittet Angela ihn zu heiraten, was sie ablehnt. Allerdings soll er es weiter versuchen. |           |                                            |                                          |                      |                                       |                        |                                   |                 |
| 42 | 20        | Eine leuchtende Leiche im alten Steinhaus  | The Glowing Bones in the Old Stone House | 9. Mai 2007          | 31. Jan. 2008                         | Caleb Deschanel        | Stephen Nathan                    | 10,23 Mio.      |
| In einem alten Steinhaus wird eine Leiche gefunden, die seltsam leuchtet. Die Spur führt zu einem teuren Restaurant. |           |                                            |                                          |                      |                                       |                        |                                   |                 |
| 43 | 21        | Die junge, alte Frau in der Pfütze         | Stargazer in a Puddle                    | 16. Mai 2007         | 7. Feb. 2008                          | Tony Wharmby           | Hart Hanson                       | 10,88 Mio.      |
| In einem Wasserloch wird die Leiche einer Frau gefunden, die zugleich Merkmale eines Mädchens und einer alten Frau aufweist. Währenddessen wollen Jack und Angela heiraten. |           |                                            |                                          |                      |                                       |                        |                                   |                 |

## Staffel 3
Die Erstausstrahlung der dritten Staffel war vom 25. September 2007 bis zum 19. Mai 2008 auf dem US-amerikanischen Sender Fox zu sehen. Die deutschsprachige Erstausstrahlung sendete der deutsche Free-TV-Sender RTL vom 11. September 2008 bis zum 9. April 2009.
| Nr. (ges.) | Nr. (St.) | Deutscher Titel                         | Originaltitel                     | Erstausstrahlung USA | Deutschsprachige Erstausstrahlung (D) | Regie              | Drehbuch                            | Zuschauer (USA) |
| --- | --------- | --------------------------------------- | --------------------------------- | -------------------- | ------------------------------------- | ------------------ | ----------------------------------- | --------------- |
| 44 | 1         | Ein Kannibale und der Hunger auf mehr   | The Widow’s Son in the Windshield | 25. Sep. 2007        | 11. Sep. 2008                         | Ian Toynton        | Hart Hanson                         | 8,40 Mio.       |
| Das Team ermittelt in einem Fall, als ein Schädel gegen die Windschutzscheibe eines Autos geschleudert wird, in dem einige Teenager sitzen. Der Schädel gehört zu einem Violinisten, der nach einem Konzert verschwunden ist und einem Kannibalen zum Opfer gefallen sein könnte. Brennan sucht einen neuen Assistenten, der Zack ersetzen soll. Angela und Hodgins engagieren einen Privatdetektiv, der Angelas Ehemann finden soll. |           |                                         |                                   |                      |                                       |                    |                                     |                 |
| 45 | 2         | Die Mutter, die in die Luft ging        | Soccer Mom in the Mini-Van        | 2. Okt. 2007         | 18. Sep. 2008                         | Allan Kroeker      | Elizabeth Benjamin                  | 7,98 Mio.       |
| Das Auto einer ehemaligen Aktivistin wird zusammen mit ihr in die Luft gesprengt. |           |                                         |                                   |                      |                                       |                    |                                     |                 |
| 46 | 3         | Der Fall der gerittenen Leiche          | Death in the Saddle               | 9. Okt. 2007         | 25. Sep. 2008                         | Craig Ross, Jr.    | Josh Berman                         | 8,48 Mio.       |
| Eine Leiche, die wie ein Pferd getötet wurde, führt Booth und Brennan zu einem Anwesen, auf dem bizarre Sexpraktiken ausgeübt werden. |           |                                         |                                   |                      |                                       |                    |                                     |                 |
| 47 | 4         | Organische Abfälle und ihre Geheimnisse | The Secret in the Soil            | 23. Okt. 2007        | 2. Okt. 2008                          | Steven DePaul      | Karine Rosenthal                    | 8,94 Mio.       |
| In einem Wald wird die Leiche des Chefs einer Bio-Ladengruppe gefunden. |           |                                         |                                   |                      |                                       |                    |                                     |                 |
| 48 | 5         | Echte Mumien im künstlichen Spuk        | The Mummy in the Maze             | 30. Okt. 2007        | 9. Okt. 2008                          | Marita Grabiak     | Scott Williams                      | 8,85 Mio.       |
| Ein mumifiziertes, junges Mädchen bringt einem Halloween-Irrgarten mehr Schrecken, als den Besuchern lieb ist. Die Nachforschungen von Booth und Brennan zeigen, dass das Opfer seit mehr als einem Jahr tot gewesen ist. Der Fund wird nicht harmloser, als ein zweiter, ebenfalls mumifizierter Körper an einem Halloween-Vergnügungspark gefunden wird. Booth und Brennan bekommen Wind von einem dritten fehlenden Mädchen und sehen eine Verbindung zwischen diesen. Nun ist höchste Eile geboten, um den Mörder zu finden, bevor er oder sie wieder an Halloween zuschlägt. |           |                                         |                                   |                      |                                       |                    |                                     |                 |
| 49 | 6         | Eine Praktikantin im Ofen               | Intern in the Incinerator         | 6. Nov. 2007         | 6. Nov. 2008                          | Jeff Woolnough     | Christopher Ambrose                 | 9,52 Mio.       |
| Im Verbrennungsofen des Jeffersonian wird eine Leiche gefunden, die nur von einem Mitarbeiter des Instituts dort abgelegt worden sein kann. |           |                                         |                                   |                      |                                       |                    |                                     |                 |
| 50 | 7         | Der Junge in der Zeitkapsel             | The Boy in the Time Capsule       | 13. Nov. 2007        | 13. Nov. 2008                         | Chad Lowe          | Janet Lin                           | 9,12 Mio.       |
| Nach 20 Jahren wird eine Zeitkapsel an einer High-School geöffnet, in der die Leiche eines Schülers enthalten ist. |           |                                         |                                   |                      |                                       |                    |                                     |                 |
| 51 | 8         | Von Rittern und Kannibalen              | The Knight on the Grid            | 20. Nov. 2007        | 27. Nov. 2008                         | Dwight Little      | Noah Hawley                         | 8,70 Mio.       |
| Die Kniescheiben einer zuvor gefundenen Leiche werden Bones mit der Post nach Hause geschickt. |           |                                         |                                   |                      |                                       |                    |                                     |                 |
| 52 | 9         | Morgen kommt kein Weihnachtsmann        | The Santa in the Slush            | 27. Nov. 2007        | 4. Dez. 2008                          | Jeff Woolnough     | Elizabeth Benjamin & Scott Williams | 9,62 Mio.       |
| Kurz vor Weihnachten wird ein toter Weihnachtsmann gefunden, der vermutlich von einem anderen Weihnachtsmann ermordet wurde. |           |                                         |                                   |                      |                                       |                    |                                     |                 |
| 53 | 10        | Im Schlamm steckt ein Mann              | The Man in the Mud                | 14. Apr. 2008        | 5. März 2009                          | Scott Lautanen     | Janet Tamaro                        | 8,54 Mio.       |
| Brennan und Booth suchen den Mörder eines Motorradrennfahrers, dessen Reste in einer Schlammgrube gefunden wurden. |           |                                         |                                   |                      |                                       |                    |                                     |                 |
| 54 | 11        | Spieler unter Druck                     | Player Under Pressure             | 21. Apr. 2008        | 12. März 2009                         | Jessica Landaw     | Janet Tamaro                        | 8,64 Mio.       |
| Bones und Booth ermitteln, nachdem eine Leiche eingeklemmt unter einer Tribüne in einer Turnhalle einer Universität gefunden wurde. Schnell wird klar, dass es sich um den Star des Basketball-Teams der Universität handelt. |           |                                         |                                   |                      |                                       |                    |                                     |                 |
| 55 | 12        | Ein Baby hängt am Ast                   | The Baby in the Bough             | 28. Apr. 2008        | 19. März 2009                         | Ian Toynton        | Karine Rosenthal                    | 9,68 Mio.       |
| Nach einem Verkehrsunfall finden die Ermittler auf einem Baum über dem Wrack ein Baby. |           |                                         |                                   |                      |                                       |                    |                                     |                 |
| 56 | 13        | Das Urteil in der Geschichte            | The Verdict in the Story          | 5. Mai 2008          | 26. März 2009                         | Jeannot Szwarc     | Christopher Ambrose                 | 8,13 Mio.       |
| Brennans Vater kommt vor Gericht. Das Team wird nun auf eine harte Probe gestellt, da alle außer Brennan versuchen, ihren Vater ins Gefängnis zu bringen. |           |                                         |                                   |                      |                                       |                    |                                     |                 |
| 57 | 14        | Der Möchtegernsänger im Gras            | The Wannabe in the Weeds          | 12. Mai 2008         | 2. Apr. 2009                          | Gordon C. Lonsdale | Josh Berman                         | 9,42 Mio.       |
| Der Sänger Tommy Sour wird gefunden. Die Untersuchung führt Brennan, Booth und Cam zum Restaurant, in dem Tommy aufgetreten ist. Hier finden sich mehrere Verdächtige, die an einem Wettbewerb teilgenommen haben. Darunter ist eine Frau, die von Tommy besessen war. |           |                                         |                                   |                      |                                       |                    |                                     |                 |
| 58 | 15        | Mit einem Schmerzen im Herzen           | The Pain in the Heart             | 19. Mai 2008         | 9. Apr. 2009                          | Allan Kroeker      | Hart Hanson & Stephen Nathan        | 10,15 Mio.      |
| Brennan bekommt ein Päckchen, in dem sich ein Unterkiefer mit Bissspuren sowie zwei Schrauben befinden. Offensichtlich will Gormogon, dass sein Werk weitergeführt wird. |           |                                         |                                   |                      |                                       |                    |                                     |                 |

## Staffel 4
Die Erstausstrahlung der vierten Staffel war vom 3. September 2008 bis zum 14. Mai 2009 auf dem US-amerikanischen Sender Fox zu sehen. Die deutschsprachige Erstausstrahlung sendete der deutsche Free-TV-Sender RTL vom 16. April 2009 bis zum 6. Mai 2010.
| Nr. (ges.) | Nr. (St.) | Deutscher Titel                            | Originaltitel                           | Erstausstrahlung USA | Deutschsprachige Erstausstrahlung (D) | Regie               | Drehbuch                        | Zuschauer (USA) | Bones’ Assistent     |
| --- | --------- | ------------------------------------------ | --------------------------------------- | -------------------- | ------------------------------------- | ------------------- | ------------------------------- | --------------- | -------------------- |
| 59 | 1         | Zwei Amerikaner in Großbritannien – Teil 1 | Yanks in the U.K. (1)                   | 3. Sep. 2008         | 16. Apr. 2009                         | Ian Toynton         | Hart Hanson & Karine Rosenthal  | 9,17 Mio.       | Dr. Clark Edison     |
| Booth und Brennan sind in Oxford, auf einer Konferenz. Sie begeben sich nach London, um einen Fall zu lösen, mit der Hilfe eines Paares britischer Ermittler von Scotland Yard. Unterdessen wird endlich Grayson Barasa gefunden, Angelas Ehemann. Er weigert sich aber, die Scheidungspapiere zu unterschreiben. |           |                                            |                                         |                      |                                       |                     |                                 |                 |                      |
| 60 | 2         | Zwei Amerikaner in Großbritannien – Teil 2 | Yanks in the U.K. (2)                   | 3. Sep. 2008         | 23. Apr. 2009                         | Ian Toynton         | Stephen Nathan & Scott Williams | 10,22 Mio.      | Dr. Clark Edison     |
| Brennans britischer Kollege, Dr. Waxler, wird ermordet. Booth und Brennan helfen dabei den Fall zu lösen. |           |                                            |                                         |                      |                                       |                     |                                 |                 |                      |
| 61 | 3         | Ein Toter steckt im Plumpsklo              | Man in the Outhouse                     | 10. Sep. 2008        | 30. Apr. 2009                         | Steven DePaul       | Carla Kettner & Mark Lisson     | 8,91 Mio.       | Daisy Wick           |
| Nach einer Explosion in einem Plumpsklo wird eine Leiche im Abfluss gefunden. Der Tote war der Star einer Reality-TV Show, mit einer langen Liste von Leuten, die ihm den Tod wünschten. Booth und Brennan müssen die Zahl der Verdächtigen eingrenzen. |           |                                            |                                         |                      |                                       |                     |                                 |                 |                      |
| 62 | 4         | Der Finger im Vogelnest                    | The Finger in the Nest                  | 17. Sep. 2008        | 7. Mai 2009                           | Jeff Woolnough      | Lyla Oliver                     | 9,71 Mio.       | Scott Starret        |
| Parker, Booths Sohn, findet einen Finger in einem Vogelnest. Das Team versucht den Rest der Leiche zu finden. Dabei stellt sich heraus, dass der Tod durch einen Hund verursacht wurde. Die Spuren führen zu einem Verbrecherring, der illegale Hundekämpfe veranstaltet. |           |                                            |                                         |                      |                                       |                     |                                 |                 |                      |
| 63 | 5         | Die toten Teile im tiefroten Teich         | The Perfect Pieces in the Purple Pond   | 24. Sep. 2008        | 14. Mai 2009                          | Jeannot Szwarc      | Josh Berman                     | 9,61 Mio.       | Wendell Bray         |
| Die zerstückelten Reste einer verwesten Leiche werden in einem Becken gefunden, lediglich der Kopf fehlt. Der Tote ist Jared Addison, ein Science-Fiction-Autor, der psychische Probleme hatte. Dank der Hilfe von Sweets, können mehrere Verdächtige identifiziert werden. Allerdings gibt es ohne Kopf nicht genug Beweise, so dass das Team sich schließlich an Zack wenden muss. |           |                                            |                                         |                      |                                       |                     |                                 |                 |                      |
| 64 | 6         | Die Unbeliebtheit und der Tod              | The Crank in the Shaft                  | 1. Okt. 2008         | 3. Sep. 2009                          | Steven DePaul       | Elizabeth Benjamin              | 9,82 Mio.       | Colin Fisher         |
| Die Leiche einer vielgehassten Büroleiterin wird in einem Aufzugsschacht gefunden, und Booth und Brennan müssen herausfinden, wer sie getötet hat. Es stellt sich heraus, dass es mehr als die üblichen Beschwerden über sie gab. |           |                                            |                                         |                      |                                       |                     |                                 |                 |                      |
| 65 | 7         | Ein Er in einer Sie                        | The He in The She                       | 8. Okt. 2008         | 10. Sep. 2009                         | Craig Ross, Jr.     | Karina Csolty                   | 10,34 Mio.      | Vincent Nigel-Murray |
| Die skelettierten Überreste einer Leiche werden in der Chesapeake Bay gefunden. Da nur die obere Hälfte des Körpers erhalten wurde, hat das Team wenig, mit dem es arbeiten kann, abgesehen von den Brustimplantaten des Opfers. Die Spuren führen in eine kleine Kirchengemeinde in Maryland, in welcher das Opfer Pastorin war. |           |                                            |                                         |                      |                                       |                     |                                 |                 |                      |
| 66 | 8         | Schrottskulptur mit Schädel                | The Skull in the Sculpture              | 5. Nov. 2008         | 17. Sep. 2009                         | Allan Kroeker       | Janet Lin                       | 10,09 Mio.      | Daisy Wick           |
| Eine Leiche wird in einem zerstörten Auto gefunden. Die Beweise führen in eine Galerie, in der Skulpturen aus zerstörten Autos ausgestellt werden. |           |                                            |                                         |                      |                                       |                     |                                 |                 |                      |
| 67 | 9         | Fliegt ein Schwindler aus der Drogenküche  | The Con Man in the Meth Lab             | 12. Nov. 2008        | 24. Sep. 2009                         | Allison Liddi-Brown | Karine Rosenthal                | 10,87 Mio.      | Dr. Clark Edison     |
| Booth und Brennan ermitteln, als eine Leiche während einer Polizeiübung gefunden wird. Es scheint, der Tote war Vater eines Erfinders, der sich nach einem Streit mit seinem Sohn wieder versöhnt hat. Doch dann stellt sich heraus, der Tote war ein Betrüger. Booths kleiner Bruder Jared zieht nach D.C., um einen Job im Pentagon anzutreten. Er geht mit Brennan zu einer Dinnerparty, bei der sie etwas aus Booths Vergangenheit erfährt. |           |                                            |                                         |                      |                                       |                     |                                 |                 |                      |
| 68 | 10        | Die Hitze der Hölle im Himmel              | The Passenger in the Oven               | 19. Nov. 2008        | 1. Okt. 2009                          | Steven DePaul       | Carla Kettner                   | 10,73 Mio.      | –                    |
| Booth und Brennan fliegen nach China, weil Brennan historische Überreste einer Ausgrabung untersuchen soll. Booth begleitet sie, um auf ihre High-Tech Ausrüstung aufzupassen. Während des Fluges entdeckt eine Flugbegleiterin eine gebratene Leiche in der Mikrowelle. Booth und Brennan nutzen die High-Tech Ausrüstung und Hinweise der Passagiere, um den Fall zu lösen. Die Tote war Journalistin, die an einer kontroversen Story über Airline-Piloten geschrieben hat. Das Team steht unter Zeitdruck, den Fall zu lösen, bevor das Flugzeug in China landet, da die Zuständigkeit dann an die chinesischen Behörden übergeht. |           |                                            |                                         |                      |                                       |                     |                                 |                 |                      |
| 69 | 11        | Ein Wind, der vom Tod erzählt              | The Bone That Blew                      | 26. Nov. 2008        | 15. Okt. 2009                         | Jessica Landaw      | Carla Kettner                   | 9,76 Mio.       | Wendell Bray         |
| Als ein Schädel und verschiedene Knochen in einem Baum in einem Nationalpark gefunden werden, ermitteln Booth und Brennan um den Fall zu lösen. Zurück im Jeffersonian erfährt Brennan, dass ihr Vater eine Stelle als Lehrer hat. Die Knochen können identifiziert werden als die eines Ex-Marines, der vor drei Jahren verschwunden ist. Die Hinweise führen in eine Elite-Privatschule und zu einer Gruppe schwerreicher Familien, für die der Ex-Marine als Kindermädchen gearbeitet hat. Brennans Vater hilft den Fall zu lösen, obwohl Brennan Cam bittet, ihn zu entlassen. |           |                                            |                                         |                      |                                       |                     |                                 |                 |                      |
| 70 | 12        | Hereinspaziert zu Dressuren und Blessuren  | Double Trouble in the Panhandle         | 22. Jan. 2009        | 22. Okt. 2009                         | Dwight Little       | Lyla Oliver                     | 9,97 Mio.       | Vincent Nigel-Murray |
| Das Team ermittelt im Todesfall Siamesischer Zwillinge. Die Opfer arbeiteten in einem Zirkus. Brennan und Booth ermitteln undercover als Wanda und Buck Moosejaw, mit einer Messerwerfernummer. Sweets hilft Brennan und Booth, die Zirkussprache zu verstehen. |           |                                            |                                         |                      |                                       |                     |                                 |                 |                      |
| 71 | 13        | Zündstoff im Eis                           | Fire in the Ice                         | 22. Jan. 2009        | 29. Okt. 2009                         | Chad Lowe           | Scott Williams                  | 7,52 Mio.       | Wendell Bray         |
| Unter dem Eis eines Sees wird eine Leiche gefunden. Booth erkennt ihn als einen Eishockeyspieler, mit dem er einen Monat zuvor bei einem Eishockeyspiel aneinandergeraten ist. Booth wird verdächtigt, darf aber der FBI-Kollegin Payton Perotta, die diesen Fall nun bearbeitet, als Berater assistieren. Luc Robitaille hat einen Gastauftritt. |           |                                            |                                         |                      |                                       |                     |                                 |                 |                      |
| 72 | 14        | Der Totengräber und andere Rückkehrer      | The Hero in the Hold                    | 5. Feb. 2009         | 5. Nov. 2009                          | Ian Toynton         | Janet Lin & Karine Rosenthal    | 10,76 Mio.      | –                    |
| Der Totengräber (S02E09) entführt Booth und sperrt ihn in einem ausgedienten US-Marineschiff ein, das in Kürze versenkt werden soll, um daraus ein künstliches Riff zu machen. Brennan und ihr Team versuchen, Booth zu finden und den Totengräber zu entlarven. Corporal Edward Parker, der neben Booth in der Army gefallen ist und nach dem dieser seinen Sohn benannt hat, erscheint ihm als Halluzination und hilft ihm sich zu befreien. |           |                                            |                                         |                      |                                       |                     |                                 |                 |                      |
| 73 | 15        | Die Prinzessin auf der Birne               | Princess and the Pear                   | 19. Feb. 2009        | 12. Nov. 2009                         | Steven DePaul       | Matthew Donlan & Jeremy Martin  | 9,50 Mio.       | Colin Fisher         |
| Ein „Messe-Babe“ einer Fantasy-Messe wird ermordet aufgefunden. Da Booth eine Lendenwirbelverschiebung hat, übernimmt Agent Payton Perotta die Ermittlungen. Es stellt sich heraus, dass das Opfer eine sehr wertvolle Filmrequisite besaß. |           |                                            |                                         |                      |                                       |                     |                                 |                 |                      |
| 74 | 16        | Ein Wettlauf gegen den Schaum              | The Bones that Foam                     | 12. März 2009        | 11. März 2010                         | David Boreanaz      | Elizabeth Benjamin              | 9,55 Mio.       | Vincent Nigel-Murray |
| Ein Autohändler wird ermordet aufgefunden. Während der Untersuchung im Labor tritt plötzlich Schaum aus der Leiche. Später wird klar, dass es sich um die ätzende Flusssäure handelt, die die Knochen unter Schaumbildung auflöst und somit Beweismittel vernichtet. Bones bittet Sweets, sie in Menschenkenntnis zu unterrichten. Hodgins ist seit Zacks Verhaftung wieder bereit, „König des Labors“ zu sein. |           |                                            |                                         |                      |                                       |                     |                                 |                 |                      |
| 75 | 17        | Das Salz in den Wunden                     | The Salt in the Wounds                  | 19. März 2009        | 18. März 2010                         | Steven DePaul       | Carla Kettner & Josh Berman     | 10,19 Mio.      | Arastoo Vaziri       |
| Eine schwangere Highschool-Schülerin wird in einem Streusalzlager gefunden. Sie und eine Gruppe Mitschülerinnen schlossen einen Pakt, schwanger zu werden und ihre Babys gemeinsam in einem großen Haus aufzuziehen. Der Mordfall kann durch Saroyan geklärt werden, ohne dass Bones die Knochen freilegen und untersuchen kann. Angela trennt sich von Roxie und schläft daraufhin mit Hodgins. Sweets rät ihr, sich auf eine andere emotionale Ebene einzulassen und sechs Monate enthaltsam zu leben. |           |                                            |                                         |                      |                                       |                     |                                 |                 |                      |
| 76 | 18        | Der Doktor und das böse Vieh               | The Doctor in the Den                   | 2. Apr. 2009         | 25. März 2010                         | Ian Toynton         | Janet Lin & Karine Rosenthal    | 8,98 Mio.       | Dr. Clark Edison     |
| Dr. Andrew Welton, mit dem Saroyan vor zehn Jahren zwei Jahre lang zusammen gelebt hatte, wird tot in einem Wildpark aufgefunden. Sie bietet Weltons Tochter Michelle, für die Saroyan wie eine Mutter war, an, von nun an bei ihr zu leben, woraufhin diese einwilligt. Angela befolgt Sweets Rat enthaltsam zu leben. |           |                                            |                                         |                      |                                       |                     |                                 |                 |                      |
| 77 | 19        | Wissenschaft, die Leichen schafft          | The Science in the Physicist            | 9. Apr. 2009         | 1. Apr. 2010                          | Brad Turner         | Karina Csolty                   | 8,88 Mio.       | Vincent Nigel-Murray |
| Eine in sehr kleine Stücke zerschmetterte Frau wird in Plastiksäcken aufgefunden. Ein Meteoritensplitter führt zum Collar Institut, das Bones vor einiger Zeit für ein Stipendium nicht zugelassen hatte. Angelas Vater taucht erstmals nach ihrer Trennung mit Hodgins auf, woraufhin sie Hodgins rät, zur Sicherheit die Stadt zu verlassen. Am Ende der Folge wacht Hodgins in der texanischen Wüste mit einem Tattoo von Angela auf seinem Arm auf. |           |                                            |                                         |                      |                                       |                     |                                 |                 |                      |
| 78 | 20        | Die Schöne in der Pappe                    | The Cinderella in the Cardboard         | 15. Apr. 2009        | 8. Apr. 2010                          | Steven DePaul       | Carla Kettner & Josh Berman     | 10,76 Mio.      | Wendell Bray         |
| Eine überfahrene Frau wird zwischen gepressten Pappkartons gefunden. Die Frau war trotz Verlobung bei einer Dating-Agentur. während der Ermittlungen sehen Booth und Brennan Daisy Wick in Gegenwart eines Mannes, während sie mit ihm ein Brautkleid anprobiert. Bones nimmt an, dass sie Sweets hintergeht und erzählt ihm dies. Es kommt heraus, dass dem nicht so ist. Wendell Bray lädt Hodgins ein, sich mit ihm und ein paar Freundinnen in einer Bar zu treffen, woraufhin er einwilligt. |           |                                            |                                         |                      |                                       |                     |                                 |                 |                      |
| 79 | 21        | Requiem für eine Requisite                 | Mayhem on a Cross                       | 16. Apr. 2009        | 15. Apr. 2010                         | Jeff Woolnough      | Dean Lopata                     | 8,72 Mio.       | Dr. Clark Edison     |
| Bei einer norwegischen Black-Metal-Band wird ein an ein Kreuz befestigtes menschliches Skelett sichergestellt. Es kommt heraus, dass das Opfer Mitglied einer amerikanischen Death-Metal-Band war, sich jedoch dem Mainstream anschließen wollte. Gordon Wyatt (S02E13), der zwischenzeitlich für Interpol arbeitete, ist zurück. Er teilt mit Sweets seine Erkenntnisse über Booth und Brennan, woraufhin Sweets seine Ansichten überdenkt. Am Ende sieht man, dass Sweets den Titel seines Buches geändert hat. |           |                                            |                                         |                      |                                       |                     |                                 |                 |                      |
| 80 | 22        | Der Doppeltod des Dahingegangenen          | The Double Death of the Dearly Departed | 20. Apr. 2009        | 22. Apr. 2010                         | Milan Cheylov       | Craig Silverstein               | 8,38 Mio.       | –                    |
| Bones ist mit ihrem Team auf der Trauerfeier von Hank Reilly, Chef der ägyptologischen Abteilung des Jeffersonian. Bei genauerem Betrachten der Leiche im Sarg bemerkt Bones, dass Hank ermordet wurde. Da sie keine richterliche Verfügung zur Untersuchung der Leiche bekommen, stehlen Booth und Brennan die Leiche, um sie ins Jeffersonian zu bringen und sie dort zu untersuchen. Währenddessen muss dafür gesorgt werden, dass niemand in der Sarg schaut. Saroyan zerbricht sich den Kopf darüber, wie sie Michelle dazu bringen kann, mit dem Rauchen aufzuhören. |           |                                            |                                         |                      |                                       |                     |                                 |                 |                      |
| 81 | 23        | Mädchenkopf mit Maske                      | The Girl in the Mask                    | 23. Apr. 2009        | 29. Apr. 2010                         | Ian Toynton         | Michael Peterson                | 8,22 Mio.       | Dr. Haru Tanaka      |
| Sashi, die Schwester von Ken Nakamura, mit dem sich Booth während eines Austausches in Tokio anfreundete, wird geköpft in einer Salzwiese aufgefunden. Ihr Kopf wurde aufgespießt und mit der Maske ihrer Mitbewohnerin verdeckt. Es kommt heraus, dass ihre verschwundene Mitbewohnerin für einen Escort-Service arbeitet. Während der Ermittlungen darf Nakamura Booth begleiten und Dr. Haru Tanaka bei der Untersuchung der Toten im Labor helfen. Am Anfang der Folge fragt Bones Booth nach seiner Meinung, welchen Assistenten sie dauerhaft einstellen sollte. |           |                                            |                                         |                      |                                       |                     |                                 |                 |                      |
| 82 | 24        | Der Biber in einem Otter                   | The Beaver in the Otter                 | 30. Apr. 2009        | 29. Apr. 2010                         | Brad Turner         | Scott Williams                  | 8,83 Mio.       | Arastoo Vaziri       |
| Ein Otterkostüm, das Maskottchen eines anderen Colleges, wird von den Middlesex Archers über einem Feuer aufgehängt und mit Alltagsgegenständen beschossen. Es stellt sich heraus, dass sich Beaver, Mitglied einer Studentenverbindung dem die Exmatrikulation drohte, tot in diesem Kostüm befand. Booths Bruder Jared wurde unehrenhaft aus der Navy entlassen und plant nun mit dem Motorrad durch Indien zu reisen. Er fragt Booth, ob er ihn begleiten möchte, woraufhin dieser erwidert, dass dies eine Sache sei, die er ohne seinen großen Bruder unternehmen sollte. |           |                                            |                                         |                      |                                       |                     |                                 |                 |                      |
| 83 | 25        | Ein Kritiker im Cabernet                   | The Critic in the Cabernet              | 7. Mai 2009          | 6. Mai 2010                           | Kevin Hooks         | Stephen Nathan                  | 8,62 Mio.       | Colin Fisher         |
| Ein angesehener Weinkritiker wird in einem versiegelten Weinfass gefunden. Es kommt heraus, dass er neben seiner Frau auch die Frau eines Weinbauern geschwängert hat. Bones entscheidet sich dafür, selbst auch ein Kind zu bekommen. Sie fragt Booth, ob sie sein Sperma bekommt, woraufhin er nach einiger Überlegung einwilligt. Nachdem Booth erneut eine Halluzination, diesmal von Stewie aus Family Guy, hat, wird bei ihm ein Hirntumor festgestellt. Am Ende der Folge kommt er gerade in den Operationsraum. |           |                                            |                                         |                      |                                       |                     |                                 |                 |                      |
| 84 | 26        | Eine Geschichte zum Schluss                | The End in the Beginning                | 14. Mai 2009         | 6. Mai 2010                           | Ian Toynton         | Hart Hanson                     | 8,70 Mio.       | –                    |
| Verkehrte Welt: Booth und Brennan, beide miteinander verheiratet, sind Besitzer des Nachtclubs „The Lab“ (das Labor des Jeffersonian) auf dessen Toilette eine Leiche gefunden wird. Das FBI (Saroyan und Jared) fängt an zu ermitteln. Da Booths und Brennans Mitarbeiter (alles Darsteller aus der „echten“ Bones-Serie, jedoch teilweise mit leicht veränderten Persönlichkeiten) annehmen, dass Booth den Mann umgebracht hat um Brennan zu beschützen, behindern sie die Ermittlungen, da sie beiden sehr loyal gegenüberstehen. Am Ende der Folge wacht der „echte“ Booth nach seiner Operation aus dem Koma auf, in das er gefallen ist, und es wird klar, dass alles nur ein Traum von ihm war. Jedoch kann er sich nicht mehr an Bones als Anthropologin und seine Partnerin erinnern. Bones’ Assistent: alle Assistenten vertreten, jedoch ebenfalls als andere Charaktere. Mötley Crüe hat einen Gastauftritt. |           |                                            |                                         |                      |                                       |                     |                                 |                 |                      |

## Staffel 5
Die Erstausstrahlung der fünften Staffel war vom 17. September 2009 bis zum 20. Mai 2010 auf dem US-amerikanischen Sender Fox zu sehen. Die deutschsprachige Erstausstrahlung sendete der österreichische Free-TV-Sender ATV vom 2. September 2010 bis zum 3. Februar 2011.
| Nr. (ges.) | Nr. (St.) | Deutscher Titel                                 | Originaltitel                         | Erstausstrahlung USA | Deutschsprachige Erstausstrahlung (A) | Regie               | Drehbuch                     | Zuschauer (USA) | Bones’ Assistent     |
| --- | --------- | ----------------------------------------------- | ------------------------------------- | -------------------- | ------------------------------------- | ------------------- | ---------------------------- | --------------- | -------------------- |
| 85 | 1         | Ein Medium für die Liebe und den Tod            | Harbingers in the Fountain            | 17. Sep. 2009        | 2. Sep. 2010                          | Ian Toynton         | Hart Hanson                  | 10,36 Mio.      | –                    |
| Es sind sechs Wochen vergangen, während derer sich Booth von der Operation erholt hat und Brennan auf Forschungsreise in Guatemala war. Angelas Hellseherin Avalon Harmonia sieht mit Hilfe ihrer Tarot-Karten, dass unter einem Springbrunnen in Washington mehrere Leichen vergraben liegen. Es stellt sich als wahr heraus. |           |                                                 |                                       |                      |                                       |                     |                              |                 |                      |
| 86 | 2         | Ein Agent im Kofferraum                         | The Bond in the Boot                  | 24. Sep. 2009        | 2. Sep. 2010                          | Alex Chapple        | Michael Peterson             | 9,12 Mio.       | Wendell Bray         |
| Bones und Booth untersuchen einen Fall, bei dem eine Hand des Opfers Yuri Antonov abgeschnitten wurde, da an ihr ein silberner Koffer befestigt war. |           |                                                 |                                       |                      |                                       |                     |                              |                 |                      |
| 87 | 3         | Das Einfache im Wunderkind                      | The Plain in the Prodigy              | 1. Okt. 2009         | 9. Sep. 2010                          | Allan Kroeker       | Karine Rosenthal             | 9,43 Mio.       | Dr. Clark Edison     |
| An einer Bahnstrecke werden über Kilometer verstreute Leichenteile gefunden. Bei dem Toten handelt es sich um den jungen Levi Yoder, ein Mitglied der Amish-Community, der seit zwei Monaten vermisst wird. |           |                                                 |                                       |                      |                                       |                     |                              |                 |                      |
| 88 | 4         | Es geschah an einem schönen Tag in der Vorstadt | The Beautiful Day in the Neighborhood | 8. Okt. 2009         | 16. Sep. 2010                         | Gordon C. Lonsdale  | Janet Lin                    | 10,29 Mio.      | Arastoo Vaziri       |
| Bei einem Nachbarschaftsfest in einer idyllischen Vorort-Siedlung werden die völlig verkohlten Überreste eines Mannes gefunden. Bei dem Toten handelt es sich um Kurt Bessette, einen guten Menschen, der mit einer Solaranlage auf seinem Dach die Welt ein wenig umweltfreundlicher machen wollte. Bei den Ermittlungen stellt sich heraus, dass jeder in der Vorort-Siedlung ein Motiv hatte.                                                    |           |                                                 |                                       |                      |                                       |                     |                              |                 |                      |
| 89 | 5         | Nachts im Bones-Museum                          | A Night at the Bones Museum           | 15. Okt. 2009        | 30. Sep. 2010                         | Jeannot Szwarc      | Carla Kettner & Josh Berman  | 9,59 Mio.       | Daisy Wick           |
| An einem Zaun einer Fabrik wird die 3.000 Jahre alte Leiche des Pharao-Sohns Anok, die aus der ägyptischen Abteilung des Jeffersonian gestohlen wurde, gefunden. |           |                                                 |                                       |                      |                                       |                     |                              |                 |                      |
| 90 | 6         | Hennen, Hahn und Hinterlist                     | Tough Man in the Tender Chicken       | 22. Okt. 2009        | 7. Okt. 2010                          | Dwight Little       | Dean Lopata                  | 8,66 Mio.       | Wendell Bray         |
| Eine Pfadfindergruppe findet einen Toten, der halb Mensch und halb Huhn zu sein scheint. |           |                                                 |                                       |                      |                                       |                     |                              |                 |                      |
| 91 | 7         | Ein Zwerg, reich und tot, war einmal in Not     | The Dwarf in the Dirt                 | 12. Nov. 2009        | 14. Okt. 2010                         | Chad Lowe           | Karyn Usher                  | 10,22 Mio.      | Vincent Nigel-Murray |
| In einem Krater wird ein kleines grünes Skelett gefunden. Es handelt sich dabei um einen kleinwüchsigen Menschen, der dank ausgeprägter Muskulatur aus der Zwergen-Wrestling-Gemeinschaft kommt. |           |                                                 |                                       |                      |                                       |                     |                              |                 |                      |
| 92 | 8         | Leben zu Asche im Einfamilienhaus               | The Foot in the Foreclosure           | 19. Nov. 2009        | 21. Okt. 2010                         | Jeff Woolnough      | Pat Charles                  | 9,88 Mio.       | Dr. Clark Edison     |
| Im Bett eines zum Verkauf freigegebenen Hauses werden Asche, eine Hand und ein Fuß gefunden. Hodgins kennt dieses Phänomen. Meist dickleibige Menschen verbrennen von innen heraus vollständig und das Fett verhindert das Übergreifen auf andere Gegenstände. |           |                                                 |                                       |                      |                                       |                     |                              |                 |                      |
| 93 | 9         | Heute: Leiche in Öl                             | The Gamer in the Grease               | 3. Dez. 2009         | 28. Okt. 2010                         | Kate Woods          | Dean Lopata                  | 9,92 Mio.       | Colin Fisher         |
| In einer Ölwanne in einem Schnellrestaurant werden sterbliche Überreste gefunden. Der Tote war Weltmeister in einem antiquierten Videospiel. |           |                                                 |                                       |                      |                                       |                     |                              |                 |                      |
| 94 | 10        | Was vom Mann der Weihnacht übrig blieb          | The Goop on the Girl                  | 10. Dez. 2009        | 4. Nov. 2010                          | Tim Southam         | Carla Kettner                | 10,90 Mio.      | Daisy Wick           |
| Ein Weihnachtsmann überfällt mit einem Sprengstoffgürtel eine Bank. Er wird vor der Bank von Booth gestellt, doch kurz vor der Festnahme explodiert die Bombe. Anmerkung: Diese Folge ist an den realen Bankraub um Brian Wells angelegt. |           |                                                 |                                       |                      |                                       |                     |                              |                 |                      |
| 95 | 11        | Das X in der Akte                               | The X in the File                     | 14. Jan. 2010        | 11. Nov. 2010                         | Allison Liddi-Brown | Janet Lin                    | 10,67 Mio.      | Wendell Bray         |
| In Roswell, New Mexico, wird die mumifizierte Alien-artige Leiche eines UFO-Gläubigen in der Wüste gefunden. |           |                                                 |                                       |                      |                                       |                     |                              |                 |                      |
| 96 | 12        | Im Pudding liegt die Wahrheit                   | The Proof in the Pudding              | 21. Jan. 2010        | 18. Nov. 2010                         | Emile Levisetti     | Bob Harris                   | 11,93 Mio.      | –                    |
| An einem Freitagnachmittag wird von Regierungsbeamten eine Leiche ins Jeffersonian gebracht, die übers Wochenende untersucht werden soll. Jedoch darf weder die Identität geklärt werden, noch dürfen Ergebnisse nach außen dringen. Die Mitarbeiter werden isoliert und Booth versucht ins Institut zu gelangen, um zu helfen. Richard T. Jones hat einen Gastauftritt.                                                                            |           |                                                 |                                       |                      |                                       |                     |                              |                 |                      |
| 97 | 13        | Die Geheimnisse und ein Zahnarzt                | The Dentist in the Ditch              | 28. Jan. 2010        | 25. Nov. 2010                         | Dwight Little       | Pat Charles & Josh Berman    | 12,37 Mio.      | Vincent Nigel-Murray |
| Ein schwuler Zahnarzt wird ermordet und gleich mehrere Menschen benehmen sich äußerst verdächtig. |           |                                                 |                                       |                      |                                       |                     |                              |                 |                      |
| 98 | 14        | Der Teufel steckt im Detail                     | The Devil in the Details              | 4. Feb. 2010         | 2. Dez. 2010                          | Ian Toynton         | Michael Peterson             | 12,37 Mio.      | Arastoo Vaziri       |
| Auf einem Altar wird eine brennende Leiche mit Hörnern und einem Schwanz gefunden. Der Tote war Patient in einer psychiatrischen Klinik. |           |                                                 |                                       |                      |                                       |                     |                              |                 |                      |
| 99 | 15        | Die Liebe und die Dunkelheit                    | The Bones on the Blue Line            | 1. Apr. 2010         | 9. Dez. 2010                          | Chad Lowe           | Carla Kettner                | 8,44 Mio.       | Daisy Wick           |
| Bei einem Rohrbruch in einer U-Bahn wird eine Leiche frei gespült. Sweets ist selbst in der Bahn und erlebt, wie ein junger Mann, der neben ihm saß, bei dem Unfall umkommt. Dies lässt ihn über die Planbarkeit und Vorhaben seines eigenen Lebens nachdenken. |           |                                                 |                                       |                      |                                       |                     |                              |                 |                      |
| 100 | 16        | Weniger als die Summe aller Teile?              | The Parts in the Sum of the Whole     | 8. Apr. 2010         | 16. Dez. 2010                         | David Boreanaz      | Hart Hanson                  | 9,99 Mio.       | Zack Addy            |
| Booth und Bones erzählen Dr. Sweets von ihrem eigentlich ersten Fall, den sie zusammen gelöst haben, von dem Sweets bisher jedoch nichts wusste. |           |                                                 |                                       |                      |                                       |                     |                              |                 |                      |
| 101 | 17        | Die Klasse von 1994                             | The Death of the Queen Bee            | 15. Apr. 2010        | 23. Dez. 2010                         | Allan Kroeker       | Mark Lisson                  | 9,92 Mio.       | Wendell Bray         |
| Bones untersucht einen Mordfall, der in Verbindung mit ihrer alten Schule steht. Dabei bereitet ihr Abschlussjahrgang gerade eine Jubiläumsfeier vor. Zu Beginn betreten zwei Mädchen mit einer Decke abends eine Scheune, in der jede bisher nur mit Jungs waren. Sie wollen nur so weit gehen wie in einem Song von Katy Perry: „I Kissed a Girl“ (2008). Es kommt nicht so weit, denn ein mit Maden überzogener Kopf stürzt auf ihre Liegestatt. |           |                                                 |                                       |                      |                                       |                     |                              |                 |                      |
| 102 | 18        | Das Bein im Biest aus dem Becken                | The Predator in the Pool              | 22. Apr. 2010        | 30. Dez. 2010                         | Dwight Little       | Karyn Usher                  | 9,01 Mio.       | Dr. Clark Edison     |
| In einem Aquarium werden menschliche Überreste gefunden, bei denen es sich um einen berühmten Moderator handelt. Gleich mehrere sind verdächtigt. |           |                                                 |                                       |                      |                                       |                     |                              |                 |                      |
| 103 | 19        | Ein Rocker im Spülgang                          | The Rocker in the Rinse Cycle         | 29. Apr. 2010        | 13. Jan. 2011                         | Jeff Woolnough      | Karine Rosenthal             | 9,28 Mio.       | Arastoo Vaziri       |
| Zwischen der Wäsche in einer großen Industriewaschmaschine eines Hotels wird eine Leiche gefunden. Es handelt sich um einen Teilnehmer eines Rock’n’Roll-Fantasy-Camps, der mit einer teuren Gitarre zu Tode geprügelt wurde. |           |                                                 |                                       |                      |                                       |                     |                              |                 |                      |
| 104 | 20        | Zwei Hexen im abgebrannten Haus                 | The Witch in the Wardrobe             | 6. Mai 2010          | 20. Jan. 2011                         | François Velle      | Kathy Reichs                 | 9,05 Mio.       | Dr. Clark Edison     |
| Nach einem Brand eines Hauses, das mitten im Wald und umringt von weiteren okkulten Dingen steht, wird das zusammengesetzte Skelett einer Hexe, aus der Zeit der Hexenverbrennungen, gefunden. |           |                                                 |                                       |                      |                                       |                     |                              |                 |                      |
| 105 | 21        | Ungesunder Menschenverstand                     | The Boy with the Answer               | 13. Mai 2010         | 27. Jan. 2011                         | Dwight Little       | Stephen Nathan               | 9,20 Mio.       | –                    |
| Der „Totengräber“-Fall kommt vor Gericht und die Spezialisten des Jeffersonian müssen sich zwischen ihren Einzelschicksalen und dem des letzten Opfers, eines kleinen Jungen, entscheiden, um den Fall zum Abschluss zu bringen. |           |                                                 |                                       |                      |                                       |                     |                              |                 |                      |
| 106 | 22        | Zum Schluss fängt alles an                      | The Beginning in the End              | 20. Mai 2010         | 3. Feb. 2011                          | Ian Toynton         | Hart Hanson & Stephen Nathan | 9,21 Mio.       | Daisy Wick           |
| Bones leitet die anthropologische Untersuchung menschlicher Überreste auf den Molukken – Praktikantin Daisy fliegt ebenfalls und sie und Sweets trennen sich, Booth geht wieder in die Armee und bildet Soldaten aus, Angela und Hodgins gehen nach Paris, aber vorher wird noch der Fall eines Messis gelöst. |           |                                                 |                                       |                      |                                       |                     |                              |                 |                      |

## Staffel 6
Die Erstausstrahlung der sechsten Staffel war vom 23. September 2010 bis zum 19. Mai 2011 auf dem US-amerikanischen Sender Fox zu sehen. Die deutschsprachige Erstausstrahlung sendete der österreichische Free-TV-Sender ATV vom 8. September 2011 bis zum 23. Februar 2012.
| Nr. (ges.) | Nr. (St.) | Deutscher Titel                        | Originaltitel                         | Erstausstrahlung USA | Deutschsprachige Erstausstrahlung (A) | Regie              | Drehbuch                                        | Zuschauer (USA) | Bones’ Assistent      |
| --- | --------- | -------------------------------------- | ------------------------------------- | -------------------- | ------------------------------------- | ------------------ | ----------------------------------------------- | --------------- | --------------------- |
| 107 | 1         | Die Rückkehr der Scheuklappen          | The Mastodon in the Room              | 23. Sep. 2010        | 8. Sep. 2011                          | Ian Toynton        | Hart Hanson                                     | 9,79 Mio.       | Wendell Bray          |
| Sieben Monate sind vergangen, seit das Team sich getrennt hat, als die Staatsanwältin Caroline Julian alle nach Washington ruft, um Cams Karriere zu retten. Es geht um die Überreste eines Jungen, die sie nicht alleine identifizieren kann. |           |                                        |                                       |                      |                                       |                    |                                                 |                 |                       |
| 108 | 2         | Opfer der Liebe                        | The Couple in the Cave                | 30. Sep. 2010        | 15. Sep. 2011                         | Milan Cheylov      | Stephen Nathan                                  | 9,75 Mio.       | Dr. Clark Edison      |
| Das Team arbeitet an einem Fall, als ein Paar in einer Höhle gefunden wird. Booths Freundin, Hannah Burley, eine Kriegsreporterin, kehrt nach Washington zurück. |           |                                        |                                       |                      |                                       |                    |                                                 |                 |                       |
| 109 | 3         | Mondäne Maden im Macho                 | The Maggots in the Meathead           | 7. Okt. 2010         | 22. Sep. 2011                         | Tim Southam        | Dean Lopata                                     | 9,24 Mio.       | Colin Fisher          |
| Booth und Brennan ermitteln im Fall der Überreste von Richard Genaro, der zuletzt in einem Nachtclub in Jersey Shore gesehen wurde. Unterdessen versucht Angela, ihre Schwangerschaft geheim zu halten. |           |                                        |                                       |                      |                                       |                    |                                                 |                 |                       |
| 110 | 4         | Der Kopf des Kopfgeldjägers            | The Body in the Bounty                | 14. Okt. 2010        | 29. Sep. 2011                         | Dwight Little      | Michael Peterson                                | 9,58 Mio.       | Professor Bunsen Jude |
| Nachdem ein abgetrennter Schädel und zwei Hände in einem Müllcontainer gefunden worden sind, macht sich das Team auf die Suche nach den restlichen Körperteilen. Es stellt sich heraus, das Opfer ist ein Kopfgeldjäger, der auf der Jagd nach einem Killer namens Charles Braverman war. Das Team findet heraus, dass noch jemand hinter Braverman her ist. |           |                                        |                                       |                      |                                       |                    |                                                 |                 |                       |
| 111 | 5         | Tod, komm vorbei und tanz mit mir      | The Bones that Weren’t                | 4. Nov. 2010         | 6. Okt. 2011                          | Jeannot Szwarc     | Pat Charles                                     | 9,26 Mio.       | Arastoo Vaziri        |
| Ein in Beton eingegossenes Skelett, das teilweise zersetzt ist, wird gefunden. Das Opfer war Balletttänzer. Die Spuren führen zu einer Gruppe verdächtiger krimineller Straßentänzer. Booths Freundin Hannah wird angeschossen. |           |                                        |                                       |                      |                                       |                    |                                                 |                 |                       |
| 112 | 6         | Der junge Mann im alten Sklavenschiff  | The Shallow in the Deep               | 11. Nov. 2010        | 13. Okt. 2011                         | Mark Helfrich      | Carla Kettner                                   | 9,20 Mio.       | Daisy Wick            |
| Das Team untersucht die Überreste der Amelia Rose, einem 150 Jahre alten Sklavenschiff, das vor der Küste Marylands gefunden wurde. Die Untersuchung entwickelt sich zu einer Mordermittlung, als entdeckt wird, dass einige Knochen sehr viel jünger sind. |           |                                        |                                       |                      |                                       |                    |                                                 |                 |                       |
| 113 | 7         | Die Schöne in der Schokolade           | The Babe in the Bar                   | 18. Nov. 2010        | 20. Okt. 2011                         | Tim Southam        | Karine Rosenthal                                | 9,40 Mio.       | Vincent Nigel-Murray  |
| Menschliche Überreste werden in einer riesigen Tafel Schokolade gefunden. Der Besitzer gerät unter Verdacht. Das Team versucht herauszufinden, wie die Frau in die Schokolade gekommen ist. Hodgins plant eine Party, um Angelas Schwangerschaft öffentlich zu machen, obwohl alle schon Bescheid wissen. Cam macht sich Sorgen, auf welches College Michelle gehen will. |           |                                        |                                       |                      |                                       |                    |                                                 |                 |                       |
| 114 | 8         | Verdreht bis auf die Knochen           | The Twisted Bones in the Melted Truck | 2. Dez. 2010         | 27. Okt. 2011                         | Gordon C. Lonsdale | Josh Berman                                     | 8,83 Mio.       | Daisy Wick            |
| Eine verbrannte Leiche wird in einem Pickup gefunden. Die Spuren führen Brennan und Booth in eine Highschool, in der die Frau des Opfers arbeitet. Sie finden Beweise für eine unangemessene Beziehung zwischen der Lehrerin und einem Schüler. Unterdessen versucht Hannah eine Beziehung zu Booths Sohn aufzubauen und Sweets hilft Daisy eine psychologische Untersuchung zu bestehen. |           |                                        |                                       |                      |                                       |                    |                                                 |                 |                       |
| 115 | 9         | Die Bones-Identität                    | The Doctor In The Photo               | 9. Dez. 2010         | 3. Nov. 2011                          | Ian Toynton        | Carla Kettner                                   | 8,36 Mio.       | –                     |
| Brennan entdeckt die Leiche einer Chirurgin in einem Viertel mit hoher Kriminalität. Das Opfer hat mehrere Schädelfrakturen, es gibt aber keine Anzeichen, warum sie dort war oder wie sie dorthin gelangt ist. Brennan beginnt sich mit dem Opfer zu identifizieren, als mehr über dessen Vergangenheit bekannt wird. |           |                                        |                                       |                      |                                       |                    |                                                 |                 |                       |
| 116 | 10        | Die Tote mit dem Taschengeld           | The Body in the Bag                   | 20. Jan. 2011        | 24. Nov. 2011                         | Kate Woods         | Janet Lin                                       | 10,55 Mio.      | Dr. Clark Edison      |
| Die Leiche einer jungen Frau wird unter einer Dusche gefunden, die drei Tage lang lief. Es stellt sich heraus, die Tote hatte gar nicht in der Wohnung gewohnt. Sweets glaubt, Booth hat immer noch Gefühle für Brennan. Angela und Hodgins beginnen eine Diskussion darüber, wo sie ihre Familie großziehen wollen. |           |                                        |                                       |                      |                                       |                    |                                                 |                 |                       |
| 117 | 11        | Das Erbe des Totengräbers              | The Bullet in the Brain               | 27. Jan. 2011        | 10. Nov. 2011                         | David Boreanaz     | Karyn Usher                                     | 12,05 Mio.      | Wendell Bray          |
| Heather Taffet, der Totengräber, wird von einem Scharfschützen erschossen, als sie zu ihrer Berufung vor Gericht erscheinen muss. Zuerst wird Max, Brennans Vater, verdächtigt. Es stellt sich aber heraus, der Schütze hatte eine militärische Ausbildung. Daraufhin befragt Booth seine Kollegen von der Army. Der Schütze ist Jacob Broadsky, ein professioneller Scharfschütze und Booths Mentor. Sweets versucht unterdessen die Schießerei zu verarbeiten, da er sehr dicht bei Taffet stand, als diese erschossen wurde, und auch was sie sagte, nämlich dass er das „schwache Glied“ sei. |           |                                        |                                       |                      |                                       |                    |                                                 |                 |                       |
| 118 | 12        | Die Monotonie in der Polygamie         | The Sin in the Sisterhood             | 3. Feb. 2011         | 1. Dez. 2011                          | Rob Hardy          | Karyn Usher                                     | 10,20 Mio.      | Wendell Bray          |
| Booth und Brennan untersuchen den Tod eines Mannes, der in einem Maisfeld gefunden wird. Der Mann war mit drei Frauen verheiratet, die Schwestern sind. Cam hat Beziehungsprobleme mit ihrem Freund. |           |                                        |                                       |                      |                                       |                    |                                                 |                 |                       |
| 119 | 13        | Der Mut und die Wut                    | The Daredevil in the Mold             | 10. Feb. 2011        | 15. Dez. 2011                         | Dwight Little      | Dean Lopata                                     | 9,94 Mio.       | Colin Fisher          |
| Die Überreste eines mit Schimmel bedeckten Skeletts werden auf dem Dach eines Lagerhaus gefunden. Das Team untersucht den Fall und findet heraus, dass der Tote BMX-Fahrer war, der einen gefährlichen Stunt geplant hat. Sweets bittet Booth um Rat, weil er sich überlegt, Daisy einen Antrag zu machen. Booth macht Hannah einen Antrag, den sie ablehnt. |           |                                        |                                       |                      |                                       |                    |                                                 |                 |                       |
| 120 | 14        | Die zähflüssige Tote unter der Sonne   | The Bikini in the Soup                | 17. Feb. 2011        | 22. Dez. 2011                         | Ian Toynton        | Lyla Oliver                                     | 9,84 Mio.       | Dr. Clark Edison      |
| Kurz vor dem Valentinstag werden die verflüssigten Überreste einer Hochzeitsplanerin in ihrem Haus gefunden. Cam macht Druck, um den Fall schnell zu lösen, so dass sie den Valentinstag mit ihrem Freund verbringen kann. |           |                                        |                                       |                      |                                       |                    |                                                 |                 |                       |
| 121 | 15        | Justitia und das Zünglein an der Waage | The Killer in the Crosshairs          | 10. März 2011        | 29. Dez. 2011                         | Milan Cheylov      | Michael Peterson                                | 10,49 Mio.      | Vincent Nigel-Murray  |
| Jacob Broadsky, der Mörder des Totengräbers, schlägt erneut zu. Er erschießt Walter Coolidge, einen Geldfälscher, der nicht ins Gefängnis musste, weil er gegen seine Komplizen ausgesagt hat. Booth benutzt seine Kenntnisse als Scharfschütze, um Broadsky aufzuhalten, bevor er einen weiteren Mord begehen kann. Angelas Vater taucht auf und will den Namen seines ungeborenen Enkels bestimmen. |           |                                        |                                       |                      |                                       |                    |                                                 |                 |                       |
| 122 | 16        | Sonderbare Methoden im Stromausfall    | The Blackout in the Blizzard          | 17. März 2011        | 5. Jan. 2012                          | David Boreanaz     | Karine Rosenthal                                | 11,61 Mio.      | Wendell Bray          |
| Nachdem ein Schneesturm einen stadtweiten Stromausfall verursacht, muss das Team ungewohnte Wege gehen um einen Fall zu lösen. Das Opfer war mit Krim-Kongo-Fieber infiziert und hat den Täter eventuell angesteckt. Das Team muss diesen schnell finden, bevor sich eine Epidemie ausbreitet. Booth und Brennan werden im Fahrstuhl in Booths Haus eingesperrt. Sie nutzen die Zeit, um über ihre Beziehung zu sprechen. Angela und Hodgins machen sich Sorgen über ihr ungeborenes Kind. |           |                                        |                                       |                      |                                       |                    |                                                 |                 |                       |
| 123 | 17        | Soweit die Füße schwimmen              | The Feet on the Beach                 | 7. Apr. 2011         | 12. Jan. 2012                         | Emile Levisetti    | Pat Charles                                     | 10,58 Mio.      | Dr. Douglas Filmore   |
| Nach einer Überflutung an der kanadischen Grenze werden acht Paare abgetrennter Füße gefunden. Das Team erhält Unterstützung durch den kanadischen forensischen Podologen Dr. Douglas Filmore, da einige der Füße in Kanada liegen. Sieben der Paare können der Leichenfarm einer nahe gelegenen Universität zugewiesen werden. Das achte Paar gehört einem Mordopfer. Unterdessen plant Cam weiterhin die College-Karriere ihrer Tochter, gegen deren Willen. |           |                                        |                                       |                      |                                       |                    |                                                 |                 |                       |
| 124 | 18        | Die fabelhafte Welt des Verbrechens    | The Truth in the Myth                 | 14. Apr. 2011        | 19. Jan. 2012                         | Chad Lowe          | Jonathan Goldstein & John Francis Daley         | 11,45 Mio.      | Vincent Nigel-Murray  |
| Die Überreste eines Veranstalters von Sendungen, in denen moderne Mythen widerlegt werden, wird gefunden. Es scheint, er wurde von einem Chupacabra getötet, einer mystischen Mischung aus Reptil und Säugetier. Das Opfer hat versucht zu beweisen, dass der Chupacabra nicht existiert. Unterdessen muss Vincent Nigel-Murray, ein ehemaliger Alkoholiker, dem Team gegenüber ein Geständnis ablegen. |           |                                        |                                       |                      |                                       |                    |                                                 |                 |                       |
| 125 | 19        | Ihr Auftritt, Walter Sherman!          | The Finder                            | 21. Apr. 2011        | 26. Jan. 2012                         | Daniel Sackheim    | Hart Hanson                                     | 10,96 Mio.      | –                     |
| Diese Folge ist der Backdoor-Pilot der Serie The Finder. Die Leiche eines der Wächter eines Marinemuseums wird in den Everglades gefunden. Es stellt sich heraus, dieser hat vorher eine Schatzkarte aus dem 18. Jahrhundert gestohlen. Um das Verbrechen aufzuklären, braucht Booth die Hilfe von Walter Sherman und seinem Team. Booth und Sherman kennen sich aus ihrer Zeit bei der Army. Damals hat Sherman Booth „gefunden“, der Fahnenflucht begangen hat, um bei der Geburt seines Sohnes dabei zu sein. |           |                                        |                                       |                      |                                       |                    |                                                 |                 |                       |
| 126 | 20        | Pinocchios letztes Abenteuer           | The Pinocchio in the Planter          | 28. Apr. 2011        | 2. Feb. 2012                          | François Velle     | Keith Foglesong                                 | 9,70 Mio.       | Wendell Bray          |
| Das Team untersucht den Mord an einem Mann aus der Werbebranche, der auf einem Spielplatz gefunden wird. Das Opfer hat sich sehr unbeliebt gemacht, indem es jedem seine Meinung sagte, und war Mitglied einer Gruppe, die radikale Ehrlichkeit praktiziert. |           |                                        |                                       |                      |                                       |                    |                                                 |                 |                       |
| 127 | 21        | Das schweigende Lämmchen               | The Signs in the Silence              | 5. Mai 2011          | 9. Feb. 2012                          | Dwight Little      | Janet Lin & Stephen Nathan                      | 10,94 Mio.      | Arastoo Vaziri        |
| Das Team untersucht eine 15-jährige Unbekannte, die gehörlos ist und möglicherweise einen Mord begangen hat. Sie wurde mit Blut bedeckt und einem Messer in der Hand gefunden. |           |                                        |                                       |                      |                                       |                    |                                                 |                 |                       |
| 128 | 22        | Duell zum Gesang der Unglücksvögel     | The Hole in the Heart                 | 12. Mai 2011         | 16. Feb. 2012                         | Alex Chapple       | Carla Kettner & Karyn Usher Idee: Carla Kettner | 10,48 Mio.      | Vincent Nigel-Murray  |
| Booth ist immer noch auf der Suche nach Broadsky. Dieser wird gesehen, als er Blumen auf dem Grab seiner Freundin ablegt, kann aber entkommen. Broadsky kontaktiert Booth und deutet an, hinter ihm und dem Team her zu sein. Auf einem Stück Land, auf dem auch Broadsky war, wird eine Leiche entdeckt. Broadsky hat dessen Gewehr mitgenommen. Während Vincent Nigel-Murray die Leiche untersucht, wird er von Broadsky getötet, eigentlich war jedoch Booth das Ziel. Brennan verbringt die Nacht in Booths Apartment. Bei einem Gespräch mit Angela wird impliziert, sie haben miteinander geschlafen. Die Spuren deuten darauf hin, Broadsky befindet sich im Hafen und Booth macht sich auf den Weg, Broadsky zur Strecke zu bringen. |           |                                        |                                       |                      |                                       |                    |                                                 |                 |                       |
| 129 | 23        | Vom Vergehen und Werden                | The Change in the Game                | 19. Mai 2011         | 23. Feb. 2012                         | Ian Toynton        | Hart Hanson & Stephen Nathan                    | 9,83 Mio.       | Wendell Bray          |
| Einige unidentifizierbare Überreste werden hinter einer Bowlingbahn gefunden. Booth und Brennan ermitteln undercover in der Bowlingbahn, mit der Hilfe von Brennans Vater, der im gleichen Bowling-Team war wie das Opfer. Die Episode endet damit, das Brennan Booth mitteilt, dass sie schwanger, und Booth der Vater ihres ungeborenen Kindes sei. |           |                                        |                                       |                      |                                       |                    |                                                 |                 |                       |

## Staffel 7
Die Erstausstrahlung der siebten Staffel war vom 3. November 2011 bis zum 14. Mai 2012 auf dem US-amerikanischen Sender Fox zu sehen. Die deutschsprachige Erstausstrahlung sendete der österreichische Free-TV-Sender ATV vom 11. Oktober 2012 bis zum 7. März 2013.
| Nr. (ges.) | Nr. (St.) | Deutscher Titel                            | Originaltitel                     | Erstausstrahlung USA | Deutschsprachige Erstausstrahlung (A) | Regie           | Drehbuch                       | Zuschauer (USA) | Bones’ Assistent    |
| --- | --------- | ------------------------------------------ | --------------------------------- | -------------------- | ------------------------------------- | --------------- | ------------------------------ | --------------- | ------------------- |
| 130 | 1         | Letzte Erinnerung in einem flachen Grab    | The Memories in the Shallow Grave | 3. Nov. 2011         | 11. Okt. 2012                         | Ian Toynton     | Stephen Nathan                 | 10,00 Mio.      | Wendell Bray        |
| Das Team arbeitet an einem Fall, als eine verweste Leiche in einem Wald von Paintballspielern gefunden wird. Es kommt heraus, dass das Opfer unter Amnesie litt. Booth und Brennan leben jetzt als Paar zusammen und versuchen, mit dieser Situation und Brennans Schwangerschaft klarzukommen. |           |                                            |                                   |                      |                                       |                 |                                |                 |                     |
| 131 | 2         | Eine faszinierende Frau als Futter         | The Hot Dog in the Competition    | 10. Nov. 2011        | 18. Okt. 2012                         | Dwight Little   | Michael Peterson               | 8,64 Mio.       | Finn Abernathy      |
| Die Überreste einer Teilnehmerin an Esswettbewerben werden gefunden, einige Tage bevor ein wichtiger Wettbewerb mit 10.000 $ Preisgeld stattfinden soll. Ihre Konkurrenten geraten daraufhin unter Verdacht. Ein neuer Praktikant, Finn Abernathy, stößt zum Team. Er hat eine kriminelle Vergangenheit, weshalb Cam überlegen muss, ob er seinen Job behalten darf oder nicht. |           |                                            |                                   |                      |                                       |                 |                                |                 |                     |
| 132 | 3         | Der Plastik-Prinz und die Tote in Plastik  | The Prince in the Plastic         | 17. Nov. 2011        | 25. Okt. 2012                         | Alex Chapple    | Dean Lopata                    | 8,76 Mio.       | Daisy Wick          |
| Das Team untersucht den Tod einer leitenden Angestellten einer Spielzeugfabrik, die, in Folie eingewickelt, zusammen mit einer Plastikpuppe unter einer Brücke gefunden wird. Unterdessen bereitet sich Sweets auf seine Schießprüfung vor, obwohl Booth der Meinung ist, Sweets sollte keine Waffe tragen. |           |                                            |                                   |                      |                                       |                 |                                |                 |                     |
| 133 | 4         | Menschliche Portionen per Post             | The Male in the Mail              | 1. Dez. 2011         | 8. Nov. 2012                          | Kevin Hooks     | Pat Charles                    | 8,91 Mio.       | Dr. Clark Edison    |
| Die zerstückelten Teile einer Leiche werden in verschiedenen Paketen in einem Postzentrum gefunden. Das Opfer war Angestellter in einem Copyshop. Booths Großvater teilt Booth mit, dass dessen Vater gestorben ist. |           |                                            |                                   |                      |                                       |                 |                                |                 |                     |
| 134 | 5         | Sturm und Drang                            | The Twist in the Twister          | 8. Dez. 2011         | 15. Nov. 2012                         | Jeannot Szwarc  | Karine Rosenthal               | 8,11 Mio.       | Colin Fisher        |
| Das Team ermittelt im Todesfall eines Sturmjägers, der in einem Tornado umkam. Dem Opfer steckt ein Pflock im Brustkorb. Brennan hat Streit mit Booth, weil dieser sie zu sehr beschützen will. |           |                                            |                                   |                      |                                       |                 |                                |                 |                     |
| 135 | 6         | Abraham Lincoln und der Knochen-Code       | The Crack in the Code             | 12. Jan. 2012        | 20. Dez. 2012                         | Ian Toynton     | Carla Kettner                  | 8,64 Mio.       | Wendell Bray        |
| Das Team untersucht einen Mordfall in einer historischen Stätte, dem Lincoln Memorial. Der einzige Hinweis ist eine Nachricht aus menschlichem Blut. Die Nachricht führt zu einer Schnitzeljagd auf einen technologisch versierten Bösewicht. |           |                                            |                                   |                      |                                       |                 |                                |                 |                     |
| 136 | 7         | Ab durch den Abwasserkanal                 | The Prisoner in the Pipe          | 2. Apr. 2012         | 27. Dez. 2012                         | Kate Woods      | Jonathan Collier               | 8,39 Mio.       | Daisy Wick          |
| Die Überreste eines Ausbrechers werden in der Toilette eines Hauses gefunden. Eine genaue Untersuchung zeigt, dass der Mord geschah, als das Opfer noch im Gefängnis saß. Brennan besteht darauf, bei den Ermittlungen im Gefängnis dabei zu sein, obwohl sie kurz vor der Entbindung steht. Bei der Rückfahrt setzen die Wehen ein. |           |                                            |                                   |                      |                                       |                 |                                |                 |                     |
| 137 | 8         | Die Sparsame und der zu hohe Preis         | The Bump in the Road              | 9. Apr. 2012         | 3. Jan. 2013                          | Dwight Little   | Keith Foglesong                | 7,56 Mio.       | Finn Abernathy      |
| Das Team untersucht die zerflederten Überreste einer Frau, die auf der Fahrbahn eines Highways gefunden wurde. Es scheint, sie wurde von einem Sattelschlepper mitgeschleppt und mehrfach überfahren. Unterdessen hat Cam Probleme, weil Finn Abernathy sich mit ihrer Tochter trifft. |           |                                            |                                   |                      |                                       |                 |                                |                 |                     |
| 138 | 9         | Das Blaue vom Himmel                       | The Don’t in the Do               | 16. Apr. 2012        | 10. Jan. 2013                         | Jeannot Szwarc  | Janet Lin                      | 7,15 Mio.       | Arastoo Vaziri      |
| Eine blau gefärbte Leiche wird auf einer Müllkippe gefunden. Alle Tiere, die die Leiche gefressen haben, sterben ebenfalls. Das Team muss die Bissspuren der Tiere herausfiltern, um die Todesursache festzustellen. Die Spuren führen das Team zu einem Haarsalon, in dem das Opfer gearbeitet hat. |           |                                            |                                   |                      |                                       |                 |                                |                 |                     |
| 139 | 10        | Große Krieger und der kleine Tote          | The Warrior in the Wuss           | 23. Apr. 2012        | 14. Feb. 2013                         | Chad Lowe       | Dean Lopata & Michael Peterson | 7,38 Mio.       | Dr. Clark Edison    |
| Booth und Brennan ermitteln im Mord an einem Verkäufer für Eisenwaren, der in einem Wald gefunden wird. Nachdem der Sohn des Opfers befragt wurde, besuchen Booth und Brennan seine Karateschule auf der Suche nach einem Motiv. Booths Sohn Parker kommt aus England zurück, Brennan ist besorgt, wie er auf seine kleine Schwester reagiert. |           |                                            |                                   |                      |                                       |                 |                                |                 |                     |
| 140 | 11        | Ein Wald voller Hass                       | The Family in the Feud            | 30. Apr. 2012        | 21. Feb. 2013                         | Dwight Little   | Pat Charles & Janet Lin        | 7,16 Mio.       | Daisy Wick          |
| Als eine Leiche in den Wäldern West-Virginias auftaucht, findet sich das Team inmitten einer alten Fehde zweier weit verzweigter Familienclans wieder. Brennan will nicht, dass ihr Vater auf Cristine aufpasst. |           |                                            |                                   |                      |                                       |                 |                                |                 |                     |
| 141 | 12        | Der Glanz und die Grausamkeit in Hollywood | The Suit on the Set               | 7. Mai 2012          | 28. Feb. 2013                         | Emile Levisetti | Karine Rosenthal               | 7,02 Mio.       | Dr. Douglas Filmore |
| Brennan und Booth sind in Los Angeles, zur Beratung der Produktion von „Bone of Contention“, einem Film, der auf Brennans Büchern und der Arbeit des Jeffersonian basiert. Während der Dreharbeiten stellt sich heraus, dass eine der Requisiten eine echte Leiche ist. Brennan und Booth beginnen daraufhin eine echte Morduntersuchung, mitten in der Traumfabrik Hollywood. |           |                                            |                                   |                      |                                       |                 |                                |                 |                     |
| 142 | 13        | Verhängnisvolle Rückkehr der Vergangenheit | The Past in the Present           | 14. Mai 2012         | 7. März 2013                          | David Boreanaz  | Carla Kettner                  | 7,21 Mio.       | Wendell Bray        |
| Christopher Pelant, ein Verdächtiger in einem früheren Fall, muss vor dem Bewährungsausschuss aussagen, der entscheidet, ob er auf Bewährung frei kommt oder nicht. Brennan und Booth teilen dem Ausschuss mit, dass Pelant ein Verdächtiger in zwei Mordfällen ist, woraufhin die Bewährung versagt wird. Danach werden Brennan und Booth zu einem neuen Mordopfer gebracht. Es scheint, Pelant war auch hier der Täter. Das Opfer hat eine Verbindung sowohl zu Brennan als auch Pelant. Das Team versucht Pelants Schuld zu beweisen, doch deuten die Beweise auf Brennan. Da Brennans Vater weiß, dass sie kurz davor steht, verhaftet zu werden, rät er ihr, unterzutauchen. |           |                                            |                                   |                      |                                       |                 |                                |                 |                     |

## Staffel 8
Die Erstausstrahlung der achten Staffel war vom 17. September 2012 bis zum 29. April 2013 auf dem US-amerikanischen Sender Fox zu sehen. Die deutschsprachige Erstausstrahlung sendete der österreichischen Free-TV-Sender ATV vom 11. April 2013 bis zum 2. Januar 2014.
| Nr. (ges.) | Nr. (St.) | Deutscher Titel                               | Originaltitel                   | Erstausstrahlung USA | Deutschsprachige Erstausstrahlung (A) | Regie               | Drehbuch                           | Zuschauer (USA) | Bones’ Assistent                                                              |
| --- | --------- | --------------------------------------------- | ------------------------------- | -------------------- | ------------------------------------- | ------------------- | ---------------------------------- | --------------- | ----------------------------------------------------------------------------- |
| 143 | 1         | Gefährliche Rückkehr in die Gegenwart         | The Future in the Past          | 17. Sep. 2012        | 11. Apr. 2013                         | Ian Toynton         | Hart Hanson & Stephen Nathan       | 7,98 Mio.       | Dr. Clark Edison                                                              |
| Brennan befindet sich mit ihrer Tochter seit drei Monaten auf der Flucht, weil Pelant ihr einen Mord angehängt hat. Sie findet eine weitere Leiche und kann dem verbliebenen Team helfen, Pelant als deren Mörder zu überführen. Währenddessen gelingt es Angela zu beweisen, dass Brennan nicht die Täterin des anderen Mordes ist. Pelant manipuliert Daten über seine Identität, sodass er als scheinbarer ägyptischer Staatsbürger das Land verlassen kann. |           |                                               |                                 |                      |                                       |                     |                                    |                 |                                                                               |
| 144 | 2         | Die Gemeinsamkeit in der Trennung             | The Parents in the Divorce      | 24. Sep. 2012        | 11. Apr. 2013                         | Allison Liddi-Brown | Michael Peterson                   | 7,61 Mio.       | Finn Abernathy                                                                |
| Die verbrannte Leiche eines Scheidungsanwalts wird gefunden, welcher diverse verärgerte Klienten hatte. Brennan und Booth wohnen nun wieder zusammen und sind sich uneins über die alltäglichen Abläufe. Brennan hat während der Flucht mit ihrer Tochter viele Dinge unternommen, an denen Booth gerne Teil gehabt hätte. |           |                                               |                                 |                      |                                       |                     |                                    |                 |                                                                               |
| 145 | 3         | Ein glitschiges Geheimnis in der Garage       | The Gunk in the Garage          | 1. Okt. 2012         | 18. Apr. 2013                         | Kate Woods          | Jonathan Collier                   | 6,99 Mio.       | –                                                                             |
| Ein Mann wird durch eine Bombe getötet. Nach dessen Identifikation stellt sich heraus, dass das vermeintliche Opfer noch lebt und es sich somit um seinen Zwillingsbruder handeln muss. Da Booth durch die behördliche Bürokratie verhindert ist, wird Brennans Team von Special Agent Olivia Sparling betreut. Diese hält nicht sehr viel von Sweets’ Fähigkeiten. Als Sweets jedoch maßgeblich zur Lösung des Falls beiträgt, ändert sie ihre Meinung und zwischen den beiden baut sich gegenseitiges Interesse auf. |           |                                               |                                 |                      |                                       |                     |                                    |                 |                                                                               |
| 146 | 4         | Träume, Tiger, Tagelöhner                     | The Tiger in the Tale           | 8. Okt. 2012         | 18. Apr. 2013                         | Dwight Little       | Dean Lopata                        | 7,20 Mio.       | Daisy Wick                                                                    |
| Ein Tagelöhner wird nach einer Ausstellung mit exotischen Tieren ermordet. Eine Verbindung zu illegalem Handel mit gefährdeten Tierarten kristallisiert sich heraus. Dr. Sweets findet heraus, dass er und Daisy unterschiedliche Sichtweisen ihrer Beziehung haben und beendet diese. Währenddessen zieht Brennan in Betracht, sich als Präsidentschaftskandidatin aufstellen zu lassen. |           |                                               |                                 |                      |                                       |                     |                                    |                 |                                                                               |
| 147 | 5         | Die Werkzeuge des Wahnsinns                   | Method to the Madness           | 5. Nov. 2012         | 25. Apr. 2013                         | Kate Woods          | Keith Foglesong                    | 7,30 Mio.       | Colin Fisher                                                                  |
| Die Leiche der Miteigentümerin eines Ladens für in Handarbeit hergestelltes biologisches Apfelmus wird ausgeweidet aufgefunden. Ihre zusätzliche Tätigkeit als Prostituierte führt zu diversen Verdächtigungen. Dr. Sweets übernachtet nach der Trennung von Daisy in seinem Büro und wird von Brennan dazu eingeladen, bei ihr und Booth zu leben, bis er eine neue Wohnung gefunden hat. |           |                                               |                                 |                      |                                       |                     |                                    |                 |                                                                               |
| 148 | 6         | Das Leben der wartenden Toten                 | The Patriot in Purgatory        | 12. Nov. 2012        | 2. Mai 2013                           | François Velle      | Stephen Nathan                     | 6,96 Mio.       | Arastoo Vaziri, Dr. Clark Edison, Colin Fisher, Wendell Bray & Finn Abernathy |
| Beeinflusst von einem Buch über Teamleitung ruft Brennan ihre Assistenten zusammen, um Überreste zu identifizieren, die bisher als unidentifizierbar galten. Nach mehreren Erfolgen der einzelnen Assistenten arbeiten diese schließlich zusammen, um den Fall eines scheinbaren Mordopfers aufzuklären. Als sie eine Verbindung zu den Terroranschlägen am 11. September 2001 entdecken, erzählen sie sich gegenseitig ihre Erfahrungen an diesem Tag. In der Zwischenzeit gewöhnt sich Dr. Sweets immer mehr daran, bei Brennan und Booth zu wohnen.                                                                                   |           |                                               |                                 |                      |                                       |                     |                                    |                 |                                                                               |
| 149 | 7         | Treibgut des Todes                            | The Bod in the Pod              | 19. Nov. 2012        | 16. Mai 2013                          | Tim Southam         | Pat Charles                        | 7,11 Mio.       | Arastoo Vaziri                                                                |
| Am Strand wird eine Leiche angespült, die in einer transparenten Hülle eingeschlossen ist. Nach dem Öffnen werden die Überreste als die eines Tatortreinigers identifiziert. Mehrere Personen haben ein Motiv und Brennan muss ihr ganzes Wissen aufwenden, um den Fall zu lösen. Dr. Saroyan und Arastoo haben sich in einander verliebt. Dr. Hodgins und Angela finden dies heraus, halten es jedoch auf Bitten von Dr. Saroyan geheim. |           |                                               |                                 |                      |                                       |                     |                                    |                 |                                                                               |
| 150 | 8         | Klebt eine Leiche am Künstler…                | The But in the Joke             | 26. Nov. 2012        | 23. Mai 2013                          | Ian Toynton         | Keith Foglesong                    | 7,96 Mio.       | Colin Fisher                                                                  |
| Ein Künstler, der sich nachts auf Plakatwänden verewigt, rutscht aus und klebt mit seinem Plakatkleber an einer Leiche fest. Diese muss nun erst wieder von ihm getrennt werden. Angela erkennt, dass es sich um einen anonymen Künstler handelt, dessen Werke sehr bekannt sind. Die Leiche wird als die Überreste eines aufstrebenden Komikers identifiziert. Hierbei wird bekannt, dass auch Colin Fisher auf seine eigene Art und Weise regelmäßig als Stand-up-Comedian auftritt. |           |                                               |                                 |                      |                                       |                     |                                    |                 |                                                                               |
| 151 | 9         | Nach dem Tod und vor dem Frieden              | The Ghost in the Machine        | 3. Dez. 2012         | 12. Sep. 2013                         | Milan Cheylov       | Hart Hanson                        | 7,29 Mio.       | –                                                                             |
| In einem verlassenen Gewächshaus wird die Leiche eines Jungen gefunden. Im Labor des Jeffersonian angekommen, bekommt das Labor-Team unerwarteten Besuch von dem Medium Avalon. Sie sagt, die Seele des Jungen sei immer noch mit den Überresten verbunden und werde keine Ruhe finden, weil sie noch etwas zu erledigen habe. Brennan und ihre Kollegen verhalten sich daraufhin immer mehr, als wäre der Junge tatsächlich noch anwesend, reden mit ihm und lassen ihn an ihren Gedanken teilhaben. Besonders zu erwähnen ist, dass in dieser Episode die komplette Kameraführung aus dem Blickwinkel des Schädels des Opfers erfolgt. |           |                                               |                                 |                      |                                       |                     |                                    |                 |                                                                               |
| 152 | 10        | Die Tücke und die Tänzerin                    | The Diamond in the Rough        | 14. Jan. 2013        | 19. Sep. 2013                         | Alex Chapple        | Nkechi Okoro Carroll               | 8,04 Mio.       | Wendell Bray                                                                  |
| Ein Dokumentarfilmer, der sich mit paranormalen Phänomenen beschäftigt, findet in einem Steinbruch ein Skelett. Dieses ist komplett von Kristallen überzogen, sodass Wendell und Dr. Hodgins zuerst eine Möglichkeit finden müssen, das Skelett von ihnen zu befreien. Bei dem Opfer handelt es sich um eine Tänzerin. Booth und Brennan arbeiten einmal mehr undercover als Buck und Wanda und nehmen an einem Tanzwettbewerb teil. Trotz ihrer mangelhaften tänzerischen Fähigkeiten ist Brennan so sehr von sich überzeugt, dass sie darauf besteht den Auftritt zu absolvieren, obwohl der Täter bereits gefasst ist.                |           |                                               |                                 |                      |                                       |                     |                                    |                 |                                                                               |
| 153 | 11        | Die Jahrtausende und die Gewalt               | The Archaeologist in the Cocoon | 14. Jan. 2013        | 26. Sep. 2013                         | Jeannot Szwarc      | Sanford Golden & Karen Wyscarver   | 7,79 Mio.       | Dr. Clark Edison                                                              |
| Die Leiche eines unwissenschaftlich arbeitenden Sachbuchautors wird in einem Kokon eingesponnen aufgefunden. Im Besitz des Toten befinden sich Knochen von Neandertalern und Homo sapiens, welche von einem gemeinsamen Fundort stammen. Brennan und Dr. Edison streiten sich um die Zuständigkeit für die Knochen, da diese sich als wissenschaftlich einzigartig herausstellen. Unterdessen macht sich Brennan Sorgen, weil Christine das sogenannte Kuckuckspiel noch nicht begreift, ein anderes Kind in der Tagesstätte jedoch schon.                                                                                               |           |                                               |                                 |                      |                                       |                     |                                    |                 |                                                                               |
| 154 | 12        | Pelants blutige Botschaft                     | The Corpse on the Canopy        | 21. Jan. 2013        | 3. Okt. 2013                          | Rob Hardy           | Jonathan Collier                   | 8,53 Mio.       | –                                                                             |
| Eine enthäutete Leiche wird auf dem Baldachin des Himmelbetts von Jack und Angela abgelegt, während diese betäubt sind. Da im Bett von Michael die Blätter einer ägyptischen Blume gefunden werden, fällt der Verdacht schnell auf Christopher Pelant. Das Opfer ist als Söldner bei einer privaten Rüstungsfirma namens Serberus angestellt. Booth kann Pelants Fährte aufnehmen, jedoch gelingt diesem im letzten Moment die Flucht. Aufgrund einer Computermanipulation verliert die Cantilever-Gruppe und somit auch Dr. Hodgins sein komplettes Vermögen.                                                                           |           |                                               |                                 |                      |                                       |                     |                                    |                 |                                                                               |
| 155 | 13        | Die Wendung in der Handlung                   | The Twist in the Plot           | 28. Jan. 2013        | 10. Okt. 2013                         | Milan Cheylov       | Kim Clements                       | 9,25 Mio.       | Daisy Wick                                                                    |
| Bei einem Ausflug in einem Park fällt eine Frau über ein Skelett. Bei den Untersuchungen des Ortes findet das Team eine zweite Leiche. Wie sich herausstellt, handelt es sich um Monica Craig, die dort korrekt bestattet wurde. |           |                                               |                                 |                      |                                       |                     |                                    |                 |                                                                               |
| 156 | 14        | Die Gewalt im Spiel                           | The Doll in the Derby           | 4. Feb. 2013         | 17. Okt. 2013                         | Tawnia McKiernan    | Michael Peterson                   | 9,06 Mio.       | Wendell Bray                                                                  |
| In einem alten Schlachthaus finden Polizisten eine zerstückelte Leiche. Während sich das Team um die Identität und Todesursache des Opfers kümmert, muss Booth ins Krankenhaus. |           |                                               |                                 |                      |                                       |                     |                                    |                 |                                                                               |
| 157 | 15        | Bones und die Botschaft von der anderen Seite | The Shot in the Dark            | 11. Feb. 2013        | 24. Okt. 2013                         | François Velle      | Dave Thomas                        | 8,82 Mio.       | Dr. Clark Edison                                                              |
| Brennan arbeitet an dem Fall eines ermordeten Mannes, der am Raub von antiken Schätzen aus dem Jeffersonian beteiligt war. Brennan wird während ihrer Arbeit an dem Fall angeschossen. Das Team versucht fieberhaft den Fall zu lösen. Währenddessen verschlechtert sich Bones Zustand zeitweilig. Während einiger Nahtod-Erfahrungen trifft sie ihre Mutter. |           |                                               |                                 |                      |                                       |                     |                                    |                 |                                                                               |
| 158 | 16        | Der Körper im Koffer                          | The Friend in Need              | 18. Feb. 2013        | 31. Okt. 2013                         | Jeffrey Walker      | Dean Lopata                        | 8,47 Mio.       | Finn Abernathy                                                                |
| Aus dem Fluss wird ein Koffer geborgen in dem sich die Leiche eines jungen Mannes befindet. Dieser war in seine Nachbarin und langjährige Freundin verliebt und hatte versucht sie zu schützen, als er ermordet wurde. |           |                                               |                                 |                      |                                       |                     |                                    |                 |                                                                               |
| 159 | 17        | Die Fakten in der Fiktion                     | The Fact in the Fiction         | 25. Feb. 2013        | 7. Nov. 2013                          | Dwight Little       | Keith Foglesong                    | 8,77 Mio.       | Dr. Oliver Wells                                                              |
| In einem Feld wird die Leiche eines jungen Hispanos gefunden. Dieser beschäftigte sich in seiner Freizeit mit Zeitreisen. Der Fall wird mysteriös, als kurze Zeit später eine Leiche mit ähnlichen Merkmalen, nur 20 Jahre älter auftaucht. |           |                                               |                                 |                      |                                       |                     |                                    |                 |                                                                               |
| 160 | 18        | Die Souveränität in der Seife                 | The Survivor in the Soap        | 4. März 2013         | 14. Nov. 2013                         | Tim Southam         | Nkechi Okoro Carroll               | 8,41 Mio.       | Arastoo Vaziri                                                                |
| Auf einer Sondermülldeponie wird ein Fass mit einer Leiche gefunden. Das Fass gehörte zu einer Lieferung der Lantac-Müllbeseitigung. Die Untersuchung der Leiche erweist sich zunächst als etwas schwierig, da sie von Seife eingeschlossen ist. |           |                                               |                                 |                      |                                       |                     |                                    |                 |                                                                               |
| 161 | 19        | Schneller als der Weltuntergang               | The Doom in the Gloom           | 18. März 2013        | 21. Nov. 2013                         | Kate Woods          | Sanford Golden & Karen Wyscarver   | 7,58 Mio.       | Daisy Wick                                                                    |
| In den Resten eines Schuppens wird eine verbrannte Frau gefunden. Im Schuppen wurde eine Menge Munition gelagert. Währenddessen ist Sweets immer noch auf der Suche nach einer neuen Wohnung. |           |                                               |                                 |                      |                                       |                     |                                    |                 |                                                                               |
| 162 | 20        | Das Blut der Diamanten                        | The Blood from the Stones       | 25. März 2013        | 28. Nov. 2013                         | François Velle      | Pat Charles                        | 6,96 Mio.       | Dr. Clark Edison                                                              |
| Ein verdeckt arbeitender Polizist wird erschossen. In seinem Körper finden sich geschmuggelte Diamanten. Verdächtig ist unter anderem der Polizeichef. Das Team wird während des Falls von einem Dokumentarfilmer begleitet, der ein romantisches Interesse an Caroline zeigt. |           |                                               |                                 |                      |                                       |                     |                                    |                 |                                                                               |
| 163 | 21        | Eine problematische Person in den Pilzen      | The Maiden in the Mushrooms     | 1. Apr. 2013         | 5. Dez. 2013                          | Jeannot Szwarc      | Lyla Oliver                        | 7,05 Mio.       | Finn Abernathy                                                                |
| In einem verlassenen Gebäude liegt vergraben die Leiche einer jungen Frau. Auf ihrem Grab wachsen angeregt durch den toten Körper verschiedenen Pilzarten. Das Opfer arbeitete bei einer Gerichtssendung. Die dortigen Kollegen stellen sich als Hauptverdächtige heraus. Brennan verfolgt Vorwürfe gegenüber ihrer Tochter Christine, die ein anderes Kind im Kindergarten gebissen haben soll. |           |                                               |                                 |                      |                                       |                     |                                    |                 |                                                                               |
| 164 | 22        | Warum der Stripper nicht mehr strippt         | The Party in the Pants          | 15. Apr. 2013        | 12. Dez. 2013                         | Reggie Hudlin       | Michael Peterson & Keith Foglesong | 6,56 Mio.       | Wendell Bray                                                                  |
| Auf einer Baustelle wird die Leiche eines Investment-Bankers gefunden, der ein geheimes Leben als Stripper hatte. Nach 24 Jahren taucht die Mutter von Booth wieder auf. |           |                                               |                                 |                      |                                       |                     |                                    |                 |                                                                               |
| 165 | 23        | Das Pathogen und die Pein                     | The Pathos in the Pathogens     | 22. Apr. 2013        | 19. Dez. 2013                         | Chad Lowe           | Kim Clements                       | 7,06 Mio.       | Arastoo Vaziri                                                                |
| In einer Vernichtungsanlage für biologische Gefahrenstoffe wird eine Leiche gefunden. Um diese untersuchen zu können, wird das Labor zum Krisengebiet. Doch dann infiziert sich Arastoo und erkrankt. Ein Wettlauf gegen die Zeit beginnt. |           |                                               |                                 |                      |                                       |                     |                                    |                 |                                                                               |
| 166 | 24        | Pelants perfider Plan gegen das Happy End     | The Secret in the Siege         | 29. Apr. 2013        | 2. Jan. 2014                          | David Boreanaz      | Stephen Nathan & Jonathan Collier  | 7,36 Mio.       | –                                                                             |
| Pelant ist zurück. Er versucht einen Keil zwischen Bones und Booth zu treiben, da er Bones für sich haben will. Er stellt Booth vor eine Wahl. |           |                                               |                                 |                      |                                       |                     |                                    |                 |                                                                               |

## Staffel 9
Die Erstausstrahlung der neunten Staffel war vom 16. September 2013 bis zum 19. Mai 2014 auf dem US-amerikanischen Sender Fox zu sehen. Die deutschsprachige Erstausstrahlung der ersten Episode sendete RTL am 26. August 2014. Die restlichen Episoden sendete der österreichische Free-TV-Sender ATV vom 28. August 2014 bis zum 5. Februar 2015.
| Nr. (ges.) | Nr. (St.) | Deutscher Titel                              | Originaltitel                   | Erstausstrahlung USA | Deutschsprachige Erstausstrahlung (D/A) | Regie               | Drehbuch                          | Zuschauer (USA) | Bones’ Assistent                                                                            |
| --- | --------- | -------------------------------------------- | ------------------------------- | -------------------- | --------------------------------------- | ------------------- | --------------------------------- | --------------- | ------------------------------------------------------------------------------------------- |
| 167 | 1         | Booth und Bones und das gebrochene Herz      | The Secrets in the Proposal     | 16. Sep. 2013        | 26. Aug. 2014                           | Ian Toynton         | Hart Hanson & Stephen Nathan      | 7,76 Mio.       | Daisy Wick                                                                                  |
| Eine Leiche wird in einem großen Ventilator einer Hotelklimaanlage gefunden. Durch die feine Zerstückelung ist es schwierig, die Todesursache zu finden. Bei der Untersuchung trifft Booth auf CIA-Agenten, die mit der Sache zu tun haben. Bones fällt es schwer, Booth zu vertrauen, weil sie weiß, dass er sie angelogen hat.                                                                 |           |                                              |                                 |                      |                                         |                     |                                   |                 |                                                                                             |
| 168 | 2         | Luchs isst Lügner                            | The Cheat in the Retreat        | 23. Sep. 2013        | 28. Aug. 2014                           | Alex Chapple        | Nkechi Okoro Carroll              | 6,74 Mio.       | Arastoo Vaziri                                                                              |
| Eine Leiche, die von einem Luchs angefressen wurde, wird in einem Müllcontainer gefunden. Das Team findet heraus, dass das Opfer an einem Eheberatungsseminar in einem Indianerreservat teilgenommen hat. Bones und Booth gehen undercover als Roxi und Toni dorthin. Cam hat derweil damit zu kämpfen, dass jemand ihre Identität gestohlen hat und in ihrem Namen illegale Aktivitäten treibt. |           |                                              |                                 |                      |                                         |                     |                                   |                 |                                                                                             |
| 169 | 3         | Wer war schlecht für den Schlachter?         | El Carnicero en el Coche        | 30. Sep. 2013        | 4. Sep. 2014                            | Ian Toynton         | Jonathan Collier & Dean Lopata    | 7,26 Mio.       | Wendell Bray                                                                                |
| In einem ausgebrannten Auto wird eine Leiche gefunden. Es stellt sich heraus, dass das Opfer Mitglied einer Gang war, die mit mehreren anderen im Streit war. Sweets, der in einem Community Center arbeitet, hilft bei diesem Fall mit. |           |                                              |                                 |                      |                                         |                     |                                   |                 |                                                                                             |
| 170 | 4         | Pelant und die Götzendämmerung               | The Sense in the Sacrifice      | 7. Okt. 2013         | 11. Sep. 2014                           | Kate Woods          | Jonathan Collier                  | 7,30 Mio.       | —                                                                                           |
| Das Team will Pelant eine Falle stellen und präpariert eine Leiche nach einem Gemälde. Agent Flynn soll den Körper an dem Ort platzieren. Als sie an den Tatort gerufen werden, ist es aber Flynns Leiche. Pelant besucht Brennan im Jeffersonian und gibt ihr einen Tipp, aus dem sie seinen Aufenthaltsort folgern kann.                                                                       |           |                                              |                                 |                      |                                         |                     |                                   |                 |                                                                                             |
| 171 | 5         | Ein Vorbild als Vogelfutter                  | The Lady on the List            | 14. Okt. 2013        | 18. Sep. 2014                           | Chad Lowe           | Pat Charles                       | 7,30 Mio.       | Dr. Oliver Wells                                                                            |
| Ein Mann, der sterbenskrank war, wird an einem Berg hängend tot aufgefunden. Er hatte eine Liste mit den Dingen, die er noch tun wollte, bevor er stirbt. |           |                                              |                                 |                      |                                         |                     |                                   |                 |                                                                                             |
| 172 | 6         | Die Frau in Weiß                             | The Woman in White              | 21. Okt. 2013        | 25. Sep. 2014                           | Kevin Hooks         | Karine Rosenthal                  | 7,60 Mio.       | Wendell Bray, Dr. Clark Edison, Colin Fisher, Arastoo Vaziri, Dr. Oliver Wells & Daisy Wick |
| Endlich können Brennan und Booth heiraten. Viele Verwandte kommen zur Hochzeit, es kommt zu einer kleineren Auseinandersetzung zwischen Booth und Max. Damit Brennan sich nicht auf den Fall konzentrieren muss, werden alle Assistenten ins Jeffersonian gerufen. |           |                                              |                                 |                      |                                         |                     |                                   |                 |                                                                                             |
| 173 | 7         | Flitterwochen mit Sonne, Pool und totem Nazi | The Nazi on the Honeymoon       | 4. Nov. 2013         | 2. Okt. 2014                            | Jeannot Szwarc      | Dave Thomas                       | 6,97 Mio.       | Dr. Leticia Perez & Dr. Clark Edison                                                        |
| Während der Hochzeitsreise findet Brennan ein frisches Skelett aus einem historischen Massengrab. Es stellt sich heraus, dass es ein Deutscher war, der nach dem Zweiten Weltkrieg nach Argentinien geflohen war. |           |                                              |                                 |                      |                                         |                     |                                   |                 |                                                                                             |
| 174 | 8         | Im Biberdamm der Samenmann                   | The Dude in the Dam             | 11. Nov. 2013        | 9. Okt. 2014                            | Kevin Hooks         | Kathy Reichs & Kerry Reichs       | 7,35 Mio.       | Wendell Bray                                                                                |
| In einem Biberdamm entdecken zwei Jugendliche eine Leiche. Es handelt sich um einen Samenspender. Brennan muss sich mit einer anderen Krimiautorin auseinandersetzen. |           |                                              |                                 |                      |                                         |                     |                                   |                 |                                                                                             |
| 175 | 9         | Die Wut der Geschworenen                     | The Fury in the Jury            | 15. Nov. 2013        | 16. Okt. 2014                           | Dwight Little       | Sanford Golden & Karen Wyscarver  | 5,18 Mio.       | Daisy Wick                                                                                  |
| Ein Fußballer wird des Mordes an seiner Frau beschuldigt. Brennan sitzt in der Jury und überzeugt diese, dass es berechtigte Zweifel gibt, obwohl sie den Mann für den Mörder seiner Frau hält. Der Mann wird freigesprochen. Dann findet sich allerdings ein weiterer Toter, der vermisste Zeuge der Anklage.                                                                                   |           |                                              |                                 |                      |                                         |                     |                                   |                 |                                                                                             |
| 176 | 10        | Grausiger Geschmacksverstärker mit Geheimnis | The Mystery in the Meat         | 22. Nov. 2013        | 23. Okt. 2014                           | Tim Southam         | Michael Peterson                  | 5,78 Mio.       | Dr. Oliver Wells & Daisy Wick                                                               |
| Ein Mann wird an einer Schule im Eintopf gefunden. Es handelt sich um einen Lebensmittelchemiker der etwas heraus gefunden hatte. |           |                                              |                                 |                      |                                         |                     |                                   |                 |                                                                                             |
| 177 | 11        | Die Fetzen nach dem Funken                   | The Spark in the Park           | 6. Dez. 2013         | 30. Okt. 2014                           | Chad Lowe           | Emily Silver                      | 6,91 Mio.       | Arastoo Vaziri                                                                              |
| Eine Leiche wird vom Blitz getroffen. Die junge Frau war eine hochbegabte Turnerin die ihr Leben ändern wollte. Booth verdächtigt den Vater, einen Physiker. Cam trifft auf die Frau die Ihre Identität gestohlen hatte und sinnt auf Rache. |           |                                              |                                 |                      |                                         |                     |                                   |                 |                                                                                             |
| 178 | 12        | Pelants Rätsel um den Phantommörder          | The Ghost in the Killer         | 10. Jan. 2014        | 6. Nov. 2014                            | Allison Liddi-Brown | Nkechi Okoro Carroll              | 6,88 Mio.       | Dr. Clark Edison                                                                            |
| Das Team untersucht den Tod von Lana Brewster, einer Frau, deren Überreste von jemandem zu Brennan und Booth geliefert werden, der glaubt, ihr Tod vor 18 Jahren sei kein Unfall gewesen. Als das Team herausfindet, dass Lana ermordet und ihr Tod vertuscht wurde, werden die Menschen aus ihrer Vergangenheit zu Hauptverdächtigen.                                                           |           |                                              |                                 |                      |                                         |                     |                                   |                 |                                                                                             |
| 179 | 13        | Ein Star auf den Philippinen                 | Big in the Philippines          | 17. Jan. 2014        | 13. Nov. 2014                           | David Boreanaz      | Keith Foglesong                   | 6,78 Mio.       | Wendell Bray                                                                                |
| Eine Leiche wird auf dem Grundstück des "grüner Daumen"-Projekts der First Lady gefunden. Wendell Bray hat sich beim Eishockey den Arm gebrochen. Als sich Bones seine Röntgenbilder genauer ansieht, entdeckt sie eine schlimme Neuigkeit für Wendell. |           |                                              |                                 |                      |                                         |                     |                                   |                 |                                                                                             |
| 180 | 14        | Ein Meister vor die Säue                     | The Master in the Slop          | 24. Jan. 2014        | 20. Nov. 2014                           | Dwight Little       | Dave Thomas                       | 7,49 Mio.       | Dr. Douglas Filmore                                                                         |
| Eine Leiche wird im Schweinetrog gefunden. Der Verdächtige wurde schon einmal für einen ähnlichen Mord freigesprochen, weil keine Leiche gefunden werden konnte - er beteuert aber für diesen Mord seine Unschuld. |           |                                              |                                 |                      |                                         |                     |                                   |                 |                                                                                             |
| 181 | 15        | Der Zeh und die Dazugehörige                 | The Heiress in the Hill         | 31. Jan. 2014        | 27. Nov. 2014                           | Milan Cheylov       | Dean Lopata                       | 6,78 Mio.       | Colin Fisher                                                                                |
| Eine mit Lauge übergossende Leiche wird gefunden. Es handelt sich dabei um eine junge Frau, die entführt wurde. Zudem erfährt Hodgins, dass er einen Bruder hat. |           |                                              |                                 |                      |                                         |                     |                                   |                 |                                                                                             |
| 182 | 16        | Letzte Info über die Informantin             | The Source in the Sludge        | 10. März 2014        | 4. Dez. 2014                            | Ian Toynton         | Jonathan Collier                  | 6,55 Mio.       | Daisy Wick                                                                                  |
| Zwei Männer wollen bei einem Angelwettbewerb betrügen. Als sie einen gefrorenen Fisch im See platzieren wollen, entdecken sie einen gelben Sack mit einer weiblichen Leiche. |           |                                              |                                 |                      |                                         |                     |                                   |                 |                                                                                             |
| 183 | 17        | Ungeklärtes aus dem Klärtank                 | The Repo Man in the Septic Tank | 17. März 2014        | 11. Dez. 2014                           | Jeffrey Walker      | Michael Peterson                  | 5,63 Mio.       | Rodolfo Fuentes                                                                             |
| Eine Leiche wird in einem Klärtank gefunden. Bones’ Assistent ist von Kuba nach Amerika geflohen. Booth und Bones diskutieren darüber, ob ihre Tochter in die Kirche gehen soll oder nicht. |           |                                              |                                 |                      |                                         |                     |                                   |                 |                                                                                             |
| 184 | 18        | Tot ist die Karotte                          | The Carrot in the Kudzu         | 24. März 2014        | 18. Dez. 2014                           | Rob Hardy           | Sanford Golden & Karen Wyscarver  | 5,82 Mio.       | Dr. Clark Edison                                                                            |
| Ein Mann wird tot und von einer Rankenpflanze durchwachsen aufgefunden. Clark Edison hat ein Buch geschrieben und gibt es Hodgins, Cam und Angela zum Lesen. Die Reaktionen sind eindeutig. |           |                                              |                                 |                      |                                         |                     |                                   |                 |                                                                                             |
| 185 | 19        | Phönix in der Asche                          | The Turn in the Urn             | 31. März 2014        | 6. Jan. 2015                            | Tim Southam         | Pat Charles                       | 5,72 Mio.       | Finn Abernathy                                                                              |
| Bones nimmt an einer Beerdigung teil. Der vermeintliche Tote taucht plötzlich auf seiner Beerdigung auf. Wer war dann in der Urne? Bones und ihr Team haben nur die Asche des Toten, um das Rätsel zu lösen. |           |                                              |                                 |                      |                                         |                     |                                   |                 |                                                                                             |
| 186 | 20        | Zerfallen zwischen Baum und Borke            | The High in the Low             | 7. Apr. 2014         | 8. Jan. 2015                            | Anne Renton         | Keith Fogelsong                   | 6,58 Mio.       | Wendell Bray                                                                                |
| Ein Häftling auf der Flucht findet eine Leiche in einem hohlen Baumstamm. Außerdem muss Booth einen Test für seine FBI-Zulassung bestehen. |           |                                              |                                 |                      |                                         |                     |                                   |                 |                                                                                             |
| 187 | 21        | Eine Eiszeit vor dem Ende                    | The Cold in the Case            | 14. Apr. 2014        | 15. Jan. 2015                           | Milan Cheylov       | Emily Silver                      | 9,79 Mio.       | Arastoo Vaziri                                                                              |
| Eine Leiche wird auf einem leeren Grundstück gefunden. Der Todeszeitpunkt gibt hierbei Rätsel auf. Arastoos Eltern kommen zu Besuch. Sie wollen Cam beim Essen kennenlernen. |           |                                              |                                 |                      |                                         |                     |                                   |                 |                                                                                             |
| 188 | 22        | Ziemlich böse Freunde                        | The Nail in the Coffin          | 21. Apr. 2014        | 22. Jan. 2015                           | Ian Toynton         | Dean Lopata                       | 9,97 Mio.       | Dr. Clark Edison                                                                            |
| Die Phantommörder-Serie geht in die nächste Runde. Das Rätsel beginnt sich zu klären. |           |                                              |                                 |                      |                                         |                     |                                   |                 |                                                                                             |
| 189 | 23        | Das Drama in der Queen                       | The Drama in the Queen          | 12. Mai 2014         | 29. Jan. 2015                           | Jeannot Szwarc      | Megan McNamara                    | 6,38 Mio.       | Jessica Warren                                                                              |
| Eine Frau findet eine Leiche im Brunnen. Booth muss vor dem Ausschuss aussagen. Um Booth zu entlasten, darf Sweets den Fall leiten. |           |                                              |                                 |                      |                                         |                     |                                   |                 |                                                                                             |
| 190 | 24        | Bones und Booth in einem Bild der Zerstörung | The Recluse in the Recliner     | 19. Mai 2014         | 5. Feb. 2015                            | David Boreanaz      | Stephen Nathan & Jonathan Collier | 6,04 Mio.       | Colin Fisher                                                                                |
| Booth wird angeschossen und schwer verwundet. Zwei Tage zuvor wurde Booth von einem Unbekannten kontaktiert. Bevor Booth sich mit dem Unbekannten treffen kann, wird dieser verbrannt aufgefunden. Als Booth weiter ermittelt, versucht jemand, ihn auszuschalten. |           |                                              |                                 |                      |                                         |                     |                                   |                 |                                                                                             |

## Staffel 10
Die Erstausstrahlung der zehnten Staffel war vom 25. September 2014 bis zum 11. Juni 2015 auf dem US-amerikanischen Sender Fox zu sehen. Die deutschsprachige Erstausstrahlung sendete der deutsche Free-TV-Sender RTL seit dem 1. September 2015.
| Nr. (ges.) | Nr. (St.) | Deutscher Titel                                 | Originaltitel                            | Erstausstrahlung USA | Deutschsprachige Erstausstrahlung (D) | Regie               | Drehbuch                                                      | Zuschauer (USA) | Bones’ Assistent                               |
| ---------- | --------- | ----------------------------------------------- | ---------------------------------------- | -------------------- | ------------------------------------- | ------------------- | ------------------------------------------------------------- | --------------- | ---------------------------------------------- |
| 191        | 1         | Booth und die Verfluchten der Verschwörung (1)  | The Conspiracy in the Corpse             | 25. Sep. 2014        | 1. Sep. 2015                          | Ian Toynton         | Stephen Nathan & Jonathan Collier                             | 6,34 Mio.       | Dr. Clark Edison                               |
| 192        | 2         | Sweets und die Verstummten der Verschwörung (2) | The Lance to the Heart                   | 2. Okt. 2014         | 1. Sep. 2015                          | Dwight H. Little    | Michael Peterson Idee: Nkechi Okoro Carroll & Keith Foglesong | 6,41 Mio.       | Daisy Wick                                     |
| 193        | 3         | Der Unterleib des Unbeliebten                   | The Purging of the Pundit                | 9. Okt. 2014         | 8. Sep. 2015                          | Tim Southam         | Michael Peterson                                              | 6,39 Mio.       | Rodolfo Fuentes                                |
| 194        | 4         | Glück im Spiel, Pech in der Leiche              | The Geek in the Guck                     | 16. Okt. 2014        | 15. Sep. 2015                         | Milan Cheylov       | Gene Hong                                                     | 6,56 Mio.       | Jessica Warren                                 |
| 195        | 5         | Der Tod auf der Tagung                          | The Corpse at the Convention             | 30. Okt. 2014        | 22. Sep. 2015                         | Chad Lowe           | Dave Thomas                                                   | 5,60 Mio.       | Wendell Bray                                   |
| 196        | 6         | Die verlorene Liebe im fremden Land             | The Lost Love in the Foreign Land        | 6. Nov. 2014         | 29. Sep. 2015                         | Allison Liddi-Brown | Emily Silver                                                  | 5,64 Mio.       | Arastoo Vaziri                                 |
| 197        | 7         | Der Schlusskurs auf dem Spielplatz              | The Money Maker on the Merry-Go-Round    | 13. Nov. 2014        | 6. Okt. 2015                          | Michael Lange       | Keith Foglesong                                               | 5,50 Mio.       | Dr. Oliver Wells                               |
| 198        | 8         | Ein Gewaltverbrechen mit vier Buchstaben?       | The Puzzler in the Pit                   | 20. Nov. 2014        | 13. Okt. 2015                         | Chad Lowe           | Nkechi Okoro Carroll                                          | 5,26 Mio.       | Daisy Wick                                     |
| 199        | 9         | Die mannigfaltigen Mätressen des Manipulierers  | The Mutilation of the Master Manipulator | 4. Dez. 2014         | 20. Okt. 2015                         | Tim Southam         | Hilary Weisman Graham                                         | 5,70 Mio.       | Wendell Bray                                   |
| 200        | 10        | Die Frau, die zu viel wusste                    | The 200th in the 10th                    | 11. Dez. 2014        | 27. Okt. 2015                         | David Boreanaz      | Stephen Nathan                                                | 5,49 Mio.       | Dr. Clark Edison als Assistent von Dr. Hodgins |
| 201        | 11        | Diesseits und jenseits und nicht immer real     | The Psychic in the Soup                  | 26. März 2015        | 3. Nov. 2015                          | Jeannot Szwarc      | Lena D. Waithe                                                | 5,84 Mio.       | Rodolfo Fuentes                                |
| 202        | 12        | Ein Raum mit Büchern und ein Körper ohne Seele  | The Teacher in the Books                 | 2. Apr. 2015         | 10. Nov. 2015                         | Anne Renton         | Taylor Martin                                                 | 4,74 Mio.       | Jessica Warren                                 |
| 203        | 13        | Die Bestandteile des Bäckers                    | The Baker in the Bits                    | 9. Apr. 2015         | 17. Nov. 2015                         | Michael Lange       | Jonathan Collier                                              | 5,03 Mio.       | Arastoo Vaziri                                 |
| 204        | 14        | Bones jagt Minigolfer                           | The Putter in the Rough                  | 16. Apr. 2015        | 24. Nov. 2015                         | Milan Cheylov       | David Thomas                                                  | 4,88 Mio.       | Wendell Bray                                   |
| 205        | 15        | Not und Spiele                                  | The Eye in the Sky                       | 23. Apr. 2015        | 1. Dez. 2015                          | Arlene Sanford      | Gene Hong                                                     | 4,65 Mio.       | Jessica Warren                                 |
| 206        | 16        | Die Mollige auf dem Miesmacher                  | The Big Beef at the Royal Diner          | 30. Apr. 2015        | 8. Dez. 2015                          | Alex Chapple        | Hilary Weisman Graham                                         | 4,29 Mio.       | Dr. Clark Edison                               |
| 207        | 17        | Mobbingopfer Molly?                             | The Lost in the Found                    | 7. Mai 2015          | 15. Dez. 2015                         | Jeannot Szwarc      | Emily Silver                                                  | 4,49 Mio.       | Daisy Wick                                     |
| 208        | 18        | Und wen verurteilen die Opfer?                  | The Verdict in the Victims               | 7. Mai 2015          | 22. Dez. 2015                         | Michael Lange       | Nkechi Okoro Carroll                                          | 4,49 Mio.       | Rodolfo Fuentes                                |
| 209        | 19        | Der Mörder im Mittleren Osten                   | The Murder in the Middle East            | 14. Mai 2015         | 29. Dez. 2015                         | Milan Cheylov       | Michael Peterson                                              | 4,71 Mio.       | Arastoo Vaziri                                 |
| 210        | 20        | Schmerzkekse                                    | The Woman in the Whirlpool               | 28. Mai 2015         | 5. Jan. 2016                          | Dwight Little       | Kathy Reichs & Kerry Reichs                                   | 5,42 Mio.       | Jessica Warren                                 |
| 211        | 21        | Das Leben und Sterben des Lichts                | The Life in the Light                    | 4. Juni 2015         | 12. Jan. 2016                         | Randy Zisk          | Keith Foglesong                                               | 5,21 Mio.       | Wendell Bray                                   |
| 212        | 22        | Ein Abschied vom Abschied                       | The Next in the Last                     | 11. Juni 2015        | 19. Jan. 2016                         | Ian Toynton         | Stephen Nathan & Jonathan Collier                             | 5,11 Mio.       | Dr. Clark Edison, Wendell Bray und Daisy Wick  |

## Staffel 11
Die Erstausstrahlung der elften Staffel war vom 1. Oktober 2015 bis zum 21. Juli 2016 auf dem US-amerikanischen Sender Fox zu sehen. Die deutschsprachige Erstausstrahlung sendete der deutsche Free-TV-Sender RTL ab dem 30. August 2016.
| Nr. (ges.) | Nr. (St.) | Deutscher Titel                                  | Originaltitel                      | Erstausstrahlung USA | Deutschsprachige Erstausstrahlung (D) | Regie          | Drehbuch                    | Zuschauer (USA) |
| ---------- | --------- | ------------------------------------------------ | ---------------------------------- | -------------------- | ------------------------------------- | -------------- | --------------------------- | --------------- |
| 213        | 1         | Bones und die Loyalität in der Lüge - Teil 1     | The Loyalty in the Lie             | 1. Okt. 2015         | 30. Aug. 2016                         | Randy Zisk     | Jonathan Collier            | 6,20 Mio.       |
| 214        | 2         | Booth in den Fängen der Bosheit - Teil 2         | The Brother in the Basement        | 8. Okt. 2015         | 6. Sep. 2016                          | Dwight Little  | Michael Peterson            | 5,90 Mio.       |
| 215        | 3         | Wie wählerisch sind fleischfressende Forellen?   | The Donor in the Drink             | 15. Okt. 2015        | 13. Sep. 2016                         | Michael Lange  | Hilary Weisman Graham       | 5,79 Mio.       |
| 216        | 4         | Wer hat hier sein Gesicht verloren?              | The Carpals in the Coy-Wolves      | 22. Okt. 2015        | 20. Sep. 2016                         | Randy Zisk     | Gene Hong                   | 6,07 Mio.       |
| 217        | 5         | Die kopflose Leiche aus dem 18. Jahrhundert      | The Resurrection in the Remains    | 29. Okt. 2015        | 27. Sep. 2016                         | Chad Lowe      | Mary Trahan                 | 6,57 Mio.       |
| 218        | 6         | Der Senator im Straßenmüll                       | The Senator in the Street Sweeper  | 5. Nov. 2015         | 4. Okt. 2016                          | Steve Robin    | Emily Silver                | 5,34 Mio.       |
| 219        | 7         | Das Mountainbike in der Magierin                 | The Promise in the Palace          | 12. Nov. 2015        | 18. Okt. 2016                         | Jeannot Szwarc | Joe Hortua                  | 5,16 Mio.       |
| 220        | 8         | Vertrauen, Verrat und fertig für immer           | High Treason in the Holiday Season | 19. Nov. 2015        | 25. Okt. 2016                         | Anne Renton    | Jon Cowan                   | 5,25 Mio.       |
| 221        | 9         | Im Wilden Westen ist die Hölle los               | The Cowboy in the Contest          | 10. Dez. 2015        | 1. Nov. 2016                          | Chad Lowe      | Karine Rosenthal            | 4,63 Mio.       |
| 222        | 10        | Die Bombe im Brustkorb                           | The Doom in the Boom               | 10. Dez. 2015        | 8. Nov. 2016                          | Michael Lange  | Keith Foglesong             | 4,42 Mio.       |
| 223        | 11        | Kein Wort der Verteidigung                       | The Death in the Defense           | 14. Apr. 2016        | 15. Nov. 2016                         | Arlene Sanford | Kendall Sand                | 4,40 Mio.       |
| 224        | 12        | Feuer und Flamme für den Feministenfeind         | The Murder of the Meninist         | 21. Apr. 2016        | 22. Nov. 2016                         | Ian Toynton    | Hilary Weisman Graham       | 4,38 Mio.       |
| 225        | 13        | Das Monster im Mörder                            | The Monster in the Closet          | 28. Apr. 2016        | 29. Nov. 2016                         | Randy Zisk     | Michael Peterson            | 4,38 Mio.       |
| 226        | 14        | In der Agonie des Anfangs                        | The Last Shot at a Second Chance   | 5. Mai 2016          | 6. Dez. 2016                          | David Grossman | Emily Silver                | 4,29 Mio.       |
| 227        | 15        | Mittelsmann gegen Sensenmann                     | The Fight in the Fixer             | 12. Mai 2016         | 13. Dez. 2016                         | Silver Tree    | Joe Hortua                  | 4,26 Mio.       |
| 228        | 16        | Kein Lied mehr für die Leiche                    | The Strike in the Chord            | 19. Mai 2016         | 20. Dez. 2016                         | Michael Lange  | Yael Zinkow                 | 4,29 Mio.       |
| 229        | 17        | Die Sünde im Secret Service                      | The Secret in the Service          | 26. Mai 2016         | 3. Jan. 2017                          | Dwight Little  | Kandall Sand & Mary Trahan  | 4,63 Mio.       |
| 230        | 18        | Das Leben und die Leiche im Licht der Kamera     | The Movie in the Making            | 2. Juni 2016         | 10. Jan. 2017                         | Randy Zisk     | Keith Foglesong             | 4,61 Mio.       |
| 231        | 19        | Ein kopfloses Unterfangen                        | The Head in the Abutment           | 16. Juni 2016        | 17. Jan. 2017                         | Ian Toynton    | Gene Hong                   | 3,94 Mio.       |
| 232        | 20        | Der Gegner des Gelehrten und die Gletscherspalte | The Stiff in the Cliff             | 23. Juni 2016        | 24. Jan. 2017                         | Jeannot Szwarc | Kathy Reichs & Kerry Reichs | 4,51 Mio.       |
| 233        | 21        | Das Juwel in der Krone                           | The Jewel in the Crown             | 14. Juli 2016        | 31. Jan. 2017                         | David Grossman | Jon Cowan                   | 4,36 Mio.       |
| 234        | 22        | Der Albtraum innerhalb eines Albtraums           | The Nightmare Within the Nightmare | 21. Juli 2016        | 7. Feb. 2017                          | David Boreanaz | Michael Peterson            | 3,74 Mio.       |

## Staffel 12
Die Erstausstrahlung der zwölften Staffel war vom 3. Januar bis zum 28. März 2017 auf dem US-amerikanischen Sender Fox zu sehen. Die deutsche Erstausstrahlung sendete der deutsche Free-TV-Sender RTL vom 29. August bis zum 14. November 2017.
| Nr. (ges.) | Nr. (St.) | Deutscher Titel                          | Originaltitel                         | Erstausstrahlung USA | Deutschsprachige Erstausstrahlung (D) | Regie              | Drehbuch                                                                    | Zuschauer (USA) |
| ---------- | --------- | ---------------------------------------- | ------------------------------------- | -------------------- | ------------------------------------- | ------------------ | --------------------------------------------------------------------------- | --------------- |
| 235        | 1         | Eine letzte Hoffnung im Horror           | The Hope in the Horror                | 3. Jan. 2017         | 29. Aug. 2017                         | Emily Deschanel    | Michael Peterson                                                            | 3,43 Mio.       |
| 236        | 2         | Robo und der Cop                         | The Brain in the Bot                  | 10. Jan. 2017        | 5. Sep. 2017                          | Ian Toynton        | Hilary Weisman Graham                                                       | 3,31 Mio.       |
| 237        | 3         | Alter schützt vor Leben nicht            | The New Tricks in the Old Dogs        | 17. Jan. 2017        | 12. Sep. 2017                         | David Grossman     | Ted Peterson                                                                | 2,92 Mio.       |
| 238        | 4         | Was kostet die Vergangenheit?            | The Price for the Past                | 24. Jan. 2017        | 19. Sep. 2017                         | Randy Zisk         | Jonathan Collier                                                            | 3,05 Mio.       |
| 239        | 5         | Der Nachhilfelehrer, der nach Hilfe rief | The Tutor in the Tussle               | 31. Jan. 2017        | 26. Sep. 2017                         | Dwight H. Little   | Eric Randall                                                                | 3,76 Mio.       |
| 240        | 6         | Die Holzfäller und die Hackordnung       | The Flaw in the Saw                   | 7. Feb. 2017         | 3. Okt. 2017                          | Denise Di Novi     | Yael Zinkow                                                                 | 3,07 Mio.       |
| 241        | 7         | Die tödliche Sache mit der Rache         | The Scare in the Score                | 14. Feb. 2017        | 10. Okt. 2017                         | Randy Zisk         | Joe Hortua                                                                  | 2,97 Mio.       |
| 242        | 8         | Die Frau und die Verzweiflung            | The Grief and the Girl                | 21. Feb. 2017        | 17. Okt. 2017                         | Anton Cropper      | Karine Rosenthal                                                            | 2,90 Mio.       |
| 243        | 9         | Nicht nur Kopf im Stroh                  | The Steal in the Wheels               | 7. März 2017         | 24. Okt. 2017                         | Robert Reed Altman | Hilary Weisman Graham & Ted Peterson                                        | 2,89 Mio.       |
| 244        | 10        | Tief gesunken und tief gefallen          | The Radioactive Panthers in the Party | 14. März 2017        | 31. Okt. 2017                         | Michael Lange      | Keith Foglesong                                                             | 2,52 Mio.       |
| 245        | 11        | Zeit der Liebe, Zeit der Gefahr          | The Day in the Life                   | 21. März 2017        | 7. Nov. 2017                          | Ian Toynton        | Eric Randall & Yael Zinkow                                                  | 3,55 Mio.       |
| 246        | 12        | Zeit der Suche, Zeit des Abschieds       | The End in the End                    | 28. März 2017        | 14. Nov. 2017                         | David Boreanaz     | Jonathan Collier & Michael Peterson & Karine Rosenthal Idee: Stephen Nathan | 4,35 Mio.       |